# Ludwig Feuerbach

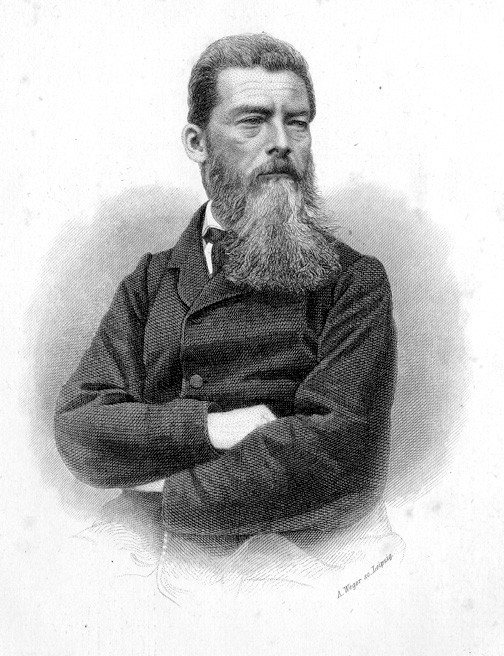
Ludwig Feuerbach (Stich von August Weger)

Ludwig Andreas Feuerbach (* 28. Juli 1804 in Landshut, Kurfürstentum Bayern; † 13. September 1872 in Rechenberg bei Nürnberg) war ein deutscher Philosoph und Anthropologe, dessen Religions- und Idealismuskritik bedeutenden Einfluss auf die Bewegung des Vormärz hatte und einen Erkenntnisstandpunkt formulierte, der für die modernen Humanwissenschaften, wie zum Beispiel die Psychologie und Ethnologie, grundlegend geworden ist. Er sah Religion als Anthropologie an und vertrat eine Ethik des Diesseits.

## Leben

### Herkunft, Familie
Ludwig Feuerbachs Vater war der aus Frankfurt am Main stammende Rechtsgelehrte Paul Johann Anselm von Feuerbach (1775–1833, 1808 geadelt), der als einer der bedeutendsten Juristen der neueren Zeit in Deutschland und insbesondere als Begründer des modernen deutschen Strafrechts gilt. Wenige Wochen vor Ludwigs Geburt hatte er an der Bayerischen Landesuniversität in Landshut einen Lehrstuhl übernommen. Im Jahr 1806 wurde er in die Regierung nach München berufen, um das Strafrecht zu modernisieren. Noch im selben Jahr erreichte er für Bayern die Abschaffung der Folter, 1813 trat das von ihm ausgearbeitete Bayerische Strafgesetzbuch in Kraft. Nach einem Zwischenspiel in Bamberg war er von 1817 bis zu seinem Tod 1833 Präsident des Appellationsgerichts Ansbach, wo er sich auch mit dem Fall Kaspar Hauser befasste.
Ludwigs Mutter, geb. Eva Wilhelmine Tröster (* 1774 in Dornburg/Saale, † 1852 in Nürnberg), stammte aus bescheidenen Verhältnissen, hatte allerdings hochadelige Vorfahren: Ihr Großvater väterlicherseits war ein außerehelicher Sohn von Ernst August I., Herzog von Sachsen-Weimar, sie war also eine Cousine zweiten Grades von Großherzog Carl August, dem Freund und Förderer Goethes. Sie hatte nur eine Dorfschule besucht, war jedoch vielfältig interessiert, auch am Werk ihres Sohnes Ludwig, dessen Religionskritik sie teilte. Sie war nach dem Zeugnis einer jüngeren Verwandten „bis ins hohe Alter eine gewinnende Erscheinung, von seltener Herzensgüte und Sanftmut“.
Ludwig Feuerbach hatte vier Brüder und drei Schwestern, die vielfältige Begabungen zeigten:
- Anselm (1798–1851, Vater des Malers Anselm Feuerbach) war vielfach musisch begabt und wurde mit dem Werk Der vatikanische Apollo bekannt;
- Karl (1800–1834) promovierte als 22-Jähriger mit einer mathematischen Entdeckung (er beschrieb erstmals den nach ihm benannten Feuerbachkreis);
- Eduard (1803–1843) besaß die Anlagen zum Naturforscher, wandte sich allerdings dem Vater zuliebe der Rechtswissenschaft zu, die er schon als 24-Jähriger erst in München, dann in Erlangen lehrte;
- Friedrich (1806–1880) studierte Indologie und Sanskrit bei Friedrich Rückert, Christian Lassen und August Wilhelm Schlegel; er trat auch als Übersetzer und Autor hervor.
- Von den drei Schwestern ist eine musikalische Begabung bekannt. Helene dichtete und komponierte; nach einem unsteten Leben, das sie nach England und Frankreich geführt hatte, lebte sie bis zu ihrem Tod in Italien.
- Die beiden jüngeren, Leonore und Elise, blieben unverheiratet bei der Mutter.

Alle Brüder Ludwigs engagierten sich in ihrer Studienzeit in der Burschenschaftsbewegung, die in der ersten Zeit nach den Befreiungskriegen die einzige einigermaßen zielgerichtete Opposition gegen die Restauration darstellte. Anselm und Eduard gehörten vermutlich, Karl erwiesenermaßen, dem geheimen Jünglingsbund an, zu dessen Zielen eine republikanische Verfassung und Bürgerfreiheiten in einem geeinten Deutschland gehörten. Auch beim jungen Ludwig Feuerbach sind Sympathien für die studentische Bewegung belegt; eine aktive Beteiligung ist nicht nachweisbar.

### Kindheit, Jugend, Studium

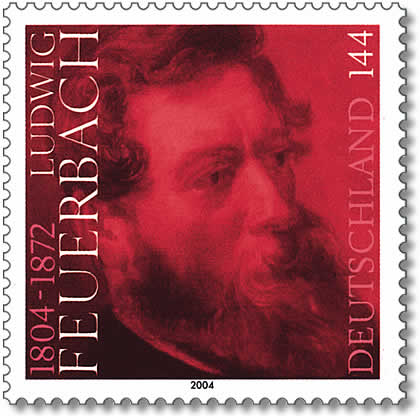
Sonder-Briefmarke zum 200. Geburtstag 2004

Als Zweijähriger kam Ludwig Feuerbach nach München, wo er später die Elementarschule besuchte. Freundschaften seines Vaters brachten es mit sich, dass in der Familie etliche der Geistesgrößen des damaligen München verkehrten, unter ihnen der Philosoph Friedrich Heinrich Jacobi sowie die beiden Erneuerer des bayerischen Schulwesens, Friedrich Immanuel Niethammer und Friedrich Thiersch. Nach der Versetzung des Strafrechtlers nach Bamberg besuchte Ludwig dort die Oberprimärschule. 1816 trennten sich die Eltern für mehrere Jahre. Die Brüder Friedrich, Ludwig und Eduard zogen mit dem Vater nach Ansbach, die drei Schwestern blieben einstweilen bei der Mutter in Bamberg.
Nachdem Ludwig Feuerbach sich schon in der Gymnasialzeit in Ansbach intensiv mit Theologischem beschäftigt und dafür beim örtlichen Rabbiner Hebräisch-Unterricht genommen hatte, begann er 1823 in Heidelberg ein protestantisches Theologiestudium. Von der rationalistischen Theologie, die in Heidelberg von Heinrich Eberhard Gottlob Paulus gelehrt wurde, fühlte er sich heftig abgestoßen, doch der mit Georg Wilhelm Friedrich Hegel befreundete Carl Daub machte ihn auf die Philosophie aufmerksam. 1824 ging er nach Berlin, wo er gegen den Widerstand des Vaters das Studienfach wechselte: Zwei Jahre lang hörte er sämtliche Vorlesungen, die Hegel in dieser Zeit hielt, die Logik sogar zweimal. Da er als Stipendiat des bayerischen Königs das Studium an einer Landesuniversität abzuschließen hatte, kehrte er 1826 nach Bayern zurück. Nach einem Jahr privater Studien in Philologie, Literatur und Geschichte belegte er in Erlangen Botanik, Anatomie und Physiologie und schrieb gleichzeitig seine Dissertation mit dem Titel: Über die Unendlichkeit, Einheit und Allgemeinheit der Vernunft. Im Juni 1828 promovierte er in Philosophie; am Ende desselben Jahres folgte die Habilitation. Wenige Wochen danach begann er, als unbesoldeter Privatdozent in Erlangen zu lehren.

### Erlangen, Bruckberg, die ersten Werke
Die akademische Karriere verbaute sich Feuerbach durch die anonyme Erstlingsschrift Gedanken über Tod und Unsterblichkeit. Sie erschien 1830 kurz nach dem Ausbruch der Unruhen, die im Gefolge der Pariser Julirevolution zwei Jahre lang auch ganz Deutschland erschütterten und im Hambacher Fest gipfelten. Wegen ihres religionskritischen Inhalts wurde die Schrift sofort verboten und der Verfasser polizeilich ermittelt. Im Frühjahr 1832 brach Feuerbach seine Vorlesungstätigkeit unvermittelt ab.
Auf der Suche nach Alternativen schrieb er die Aphorismensammlung Abälard und Héloïse oder Der Schriftsteller und der Mensch sowie die Geschichte der neuern Philosophie von Bacon von Verulam bis Benedict Spinoza. Letztere trug ihm die Einladung der hegelianischen „Societät für wissenschaftliche Kritik“ zur Mitarbeit an ihren „Jahrbüchern“ ein. Zwei der gelieferten Beiträge erregten Aufsehen: Der eine griff mit dem konservativen Staatsrechtler Friedrich Julius Stahl einen herausragenden Theoretiker der Restauration an. Der andere, veranlasst durch eine Polemik des Kantianers C. Fr. Bachmann gegen die Hegelschule, geriet zur Rechtfertigungsschrift der idealistischen Philosophie überhaupt. Weil der Aufsatz wegen seiner Länge von den „Jahrbüchern“ nur auszugsweise akzeptiert wurde, veröffentlichte Feuerbach ihn als eigenständige Schrift unter dem Titel Kritik des „Anti-Hegels“. Eine Einleitung in das Studium der Philosophie.
Im Wintersemester 1835/36 hielt Feuerbach noch einmal Vorlesungen in Erlangen, dann nahm er endgültig Abschied vom universitären Lehrbetrieb. Im ländlichen Bruckberg nahe Ansbach hatte er den ihm zuträglichen Ort gefunden. Seine Geliebte Bertha Löw, die 1837 seine Ehefrau wurde, war dort Mitinhaberin einer Porzellanmanufaktur, die im ehemals markgräflichen Jagdschloss untergebracht war. Die kleine Fabrik warf zwar nur bescheidene Gewinne ab, bot aber freies Wohnrecht und umfangreiche Naturaliennutzung. 1839 wurde die erste Tochter „Lorchen“ geboren, 1842 die zweite, die jedoch sehr früh starb. Das einfache, aber insgesamt sorglose Leben auf dem Land entsprach Feuerbachs persönlichem Geschmack, und die völlige Freiheit von allen akademischen Rücksichten wurde, wie er selbst bekannte, zum „archimedischen Punkt“ in seinem philosophischen Entwicklungsgang.
In Bruckberg trieb Feuerbach zunächst ausgiebig naturkundliche Studien und schrieb einen zweiten, ausschließlich Leibniz und dessen Monadentheorie gewidmeten Band seiner Geschichte der neueren Philosophie.

### Die epochemachende Religionskritik
Eine Verlagerung der Aufmerksamkeit brachte im Herbst 1837 Arnold Ruges Einladung zur Mitarbeit an den Hallischen Jahrbüchern, dem ab 1. Januar 1838 erscheinenden publizistischen Sammelbecken der Junghegelianer: Die Zeitung bot Feuerbach ein willkommenes Forum, um in die geistig-ideologischen Auseinandersetzungen der Restaurationszeit einzugreifen. Er tat es mit einer Reihe von Rezensionen und Aufsätzen, von denen einige zu seinen wichtigsten Schriften zählen, so Zur Kritik der ‚positiven Philosophie‘ (1838) und Zur Kritik der Hegelschen Philosophie (1839). An der Debatte um den Kölner Bischofsstreit wollte er sich mit einer umfangreichen Stellungnahme beteiligen. Als der Abdruck in den Hallischen Jahrbüchern nach zwei Folgen von der Zensur verboten wurde, veröffentlichte er sie insgesamt als eigenständige Schrift unter dem Titel Über Philosophie und Christentum in Beziehung auf den der Hegelschen Philosophie gemachten Vorwurf der Unchristlichkeit. Gleichzeitig schrieb er eine Monographie über den Begründer der französischen Aufklärung, Pierre Bayle, die zum persönlichen Bekenntnisbuch wurde (1839).
Die heftige Polemik gegen die als rückwärtsgewandt und unredlich kritisierte „Christentümelei“ der Restauration veranlasste ihn, dem Phänomen Religion auf den Grund zu gehen. Zwei Jahre lang, von 1839 bis 1841, arbeitete er am Hauptwerk Das Wesen des Christentums. Das Buch erschien im Frühjahr 1841 im Verlag Otto Wigand in Leipzig und machte Feuerbach schlagartig berühmt. Im selben Jahr entstanden sechs weitere Polemiken und Artikel; sie erschienen zunächst in den Hallischen Jahrbüchern und, als diese zensurhalber umbenannt und nach Dresden verlegt wurden, im Nachfolgeorgan Deutsche Jahrbücher für Wissenschaft und Kunst. Zum größeren Teil sind sie Erläuterungen seiner Religionskritik und Erwiderungen auf inzwischen erschienene Kritiken des Wesens des Christentums. In Zur Beurteilung der Schrift: Das Wesen des Christentums wird bereits deutlich, dass sich Feuerbach während der Arbeit an seinem Hauptwerk auch von Hegel gelöst hat.
In den Anfang 1842 geschriebenen, wegen des Verbots durch die Zensur allerdings erst im Herbst 1843 erschienenen Vorläufigen Thesen zur Reformation der Philosophie entwickelte Feuerbach erstmals seine berühmt gewordene Kritik der spekulativ-idealistischen Philosophie. Im darauffolgenden Winterhalbjahr arbeitete er diese Kritik systematisch aus in Grundsätze der Philosophie der Zukunft. Danach konzentrierte er sich wieder auf die Fortführung der Religionskritik: Im Sommer 1843 hatte er sich intensiv mit Luther beschäftigt und daraufhin Das Wesen des Glaubens im Sinne Luthers geschrieben, wo er anhand von Zitaten aufzeigte, dass seine Sicht des Christentums schon beim großen Reformator angelegt gewesen sei. Zwei Jahre lang arbeitete er dann an einer Schrift, die in ihrer ersten Fassung weniger als achtzig Seiten stark ist: Das Wesen der Religion. In ihr fließen Religionskritik und weltanschaulicher Materialismus erstmals explizit zusammen.
Seit dem Erscheinen des Wesens des Christentums war auch Feuerbachs Privatleben wesentlich bewegter als zuvor. Er ging häufiger auf Reisen: Im Sommer verbrachte er regelmäßig einige Wochen bei Christian Kapp in Heidelberg. Im Hause dieses Freundes entspann sich die bekannte Liebesaffäre mit der Tochter Johanna Kapp: Sie verliebte sich als Sechzehnjährige so heftig in Feuerbach, dass sie lebenslang alle Aspiranten abwies, darunter August Heinrich Hoffmann von Fallersleben und Gottfried Keller (die Liebe war gegenseitig, Feuerbach „bereinigte“ die Affäre erst 1846 endgültig). In Heidelberg entstanden auch mehrere lebenslange Freundschaften, so mit Georg Herwegh, Friedrich Kapp und Jakob Moleschott. Im Sommer 1845 reiste Feuerbach von Heidelberg aus in die Schweiz, dann nach Köln und nach Westfalen. Häufiger war er auch in Nürnberg, wo inzwischen seine Mutter, zwei Schwestern und der jüngste Bruder Friedrich wohnten. Hier begann 1842 die Freundschaft mit Theodor Cramer, dem späteren Industriemagnaten Cramer-Klett, der sich zu dieser Zeit als Verleger in Nürnberg etablierte. In Bruckberg besuchte ihn erstmals Hermann Kriege, der einige Zeit mit Karl Marx und Friedrich Engels zusammenarbeitete und, obwohl wesentlich jünger, bei Feuerbachs Politisierung eine wesentliche Rolle spielte.
Durch seine in breiten Kreisen als befreiend empfundene Religions- und Idealismuskritik wurde Feuerbach zur intellektuellen Leitfigur der Dissidentenbewegungen des „Vormärz“. Ab 1842 erhielt er eine Reihe von Angeboten zur Mitarbeit an Zeitungen und Zeitschriften des oppositionellen Spektrums (so auch von der „Rheinischen Zeitung“). Er nahm keines wahr; eine Absage erteilte er 1843 auch Karl Marx, als dieser ihn für die in Paris erscheinenden (sehr kurzlebigen) Deutsch-französischen Jahrbücher gewinnen wollte. Marx ließ allerdings Das Wesen des Glaubens im Sinne Luthers im Pariser Vorwärts! abdrucken. Durch Lektüren und die Bekanntschaft mit einem Handwerksburschen entdeckte Feuerbach auch selbst die frühkommunistische Bewegung, die ihn begeisterte.
1845 erhielt Feuerbach von seinem Verleger Otto Wigand das Angebot, seine Schriften in einer Werkausgabe zu versammeln. Bis 1866 erreichten diese Sämmtlichen Werke zehn Bände. Der erste erschien bereits 1846; Feuerbach überarbeitete alle seine Bücher aus den dreißiger Jahren, um der inzwischen vollzogenen Abkehr von der Hegelschen Philosophie Rechnung zu tragen. Auch das inzwischen in zweiter Auflage erschienene Wesen des Christentums unterzog er einer nochmaligen Revision.

### Paulskirchen-Parlament, Heidelberger Vorlesungen
Nach dem Ausbruch der März-Revolution 1848 wurde Feuerbach von mehreren Seiten dazu aufgefordert, für die Frankfurter Nationalversammlung zu kandidieren. Er unterlag zwar bei der Kandidatenaufstellung knapp einem örtlichen Advokaten, ging aber dennoch als Beobachter nach Frankfurt, auch weil er glaubte, sich eine neue Existenz aufbauen zu müssen: Da die Bruckberger Porzellanfabrik zeitweilig zahlungsunfähig war, verlor seine Frau ihr Einkommen und dem Ehepaar drohte völlige Mittellosigkeit. In Frankfurt stand Feuerbach in engem Kontakt mit der Fraktion der radikaldemokratischen Linken. Zu den schon bestehenden Freundschaften mit Christian und Friedrich Kapp kamen hier wichtige neue Kontakte hinzu: Ludwig Bamberger, Julius Fröbel, Otto Lüning und Carl Vogt. Feuerbach erkannte sehr früh die Aussichtslosigkeit der parlamentarischen Bemühungen; auch auf außerparlamentarische Vereinigungen wie den Demokratenkongress, dessen eingeschriebenes Mitglied er war, setzte er kaum Hoffnungen. Im Herbst 1848 lud ihn eine studentische Delegation zu Vorlesungen in Heidelberg ein. Da die Universität die Aula verweigerte, las Feuerbach im Rathaussaal. Sein Publikum, etwa 250 Personen, bestand zu einem guten Drittel aus Studenten (darunter Gottfried Keller, der von Feuerbach „bekehrt“ wurde und das Erlebnis im Grünen Heinrich verarbeitete), im Übrigen aus Bürgern, Handwerkern und Arbeitern. Für die Vorlesungen arbeitete Feuerbach die 1846 erschienene Schrift Das Wesen der Religion zu dreißig Vorlesungen aus, die 1851 als achter Band der Sämmtlichen Werke in Druckform erschienen.

### Jahrzehnt der Reaktion

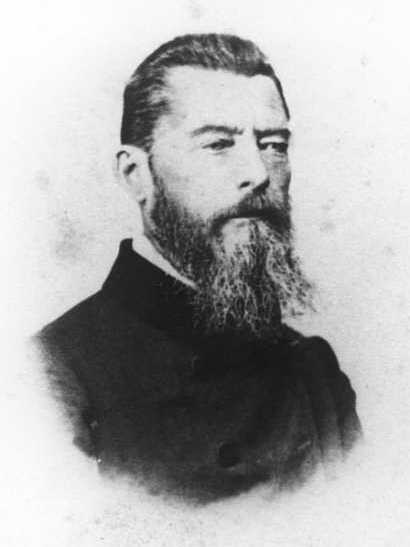
Fotografie von Ludwig Feuerbach (um 1866)

Im Frühjahr 1849 zog sich Feuerbach wieder nach Bruckberg zurück, von wo aus er voller Bitterkeit den endgültigen Zusammenbruch der Revolution in Europa verfolgte. Eine Weile lang spornte die Reaktion seinen Widerstandsgeist an. Sie habe, schrieb er 1851 einem Freund, „meinen Fleiß verdoppelt, meinen Geist konzentriert, meine Gallenabsonderung befördert“.
Im Bruckberger Schloss scheint mehrere Jahre ein so reges Kommen und Gehen von Freunden, Gesinnungsgenossen und Bewunderern geherrscht zu haben, dass es die Aufmerksamkeit der Behörden erregte. Bruckberg sei, so heißt es in einem Polizeibericht, ein „fataler Herd der Demokratie und Irreligiosität“, und man vermute, dass dort „politische Verbrecher Aufnahme und Verbergung finden“. Im Ort wurde eigens eine Gendarmeriestation eingerichtet, um die Bewohner der Porzellanfabrik besser überwachen zu können. Mehr als Landpartien in Orte der näheren Umgebung konnte man freilich der munteren Gesellschaft im Schloss nicht nachweisen.
Eine Weile spielte Feuerbach auch mit dem Gedanken an eine Emigration in die USA, doch die Pläne scheiterten am fehlenden Geld. 1850 gelang es ihm noch, zwei bissig ironische Artikel gegen die siegreiche Reaktion zu publizieren; der zweite, eine Rezension von Moleschotts Lehre der Nahrungsmittel für das Volk, wurde berühmt durch ein beiläufiges Wortspiel: „Der Mensch ist, was er isst.“ Neben einer zweibändigen Herausgabe von Nachlassschriften seines Vaters arbeitete er dann viele Jahre lang an der gelehrten Theogonie nach den Quellen des klassischen, hebräischen und christlichen Altertums, die 1857 erschien. Doch beide Werke fanden keine Resonanz mehr. Nachdem die Reaktion jeden politisch-emanzipatorischen Funken gründlich erstickt hatte, verschwand auch Feuerbachs Philosophie völlig aus dem öffentlichen Interesse; der allgemeine Defätismus verhalf der bislang fast unbekannten Schopenhauerschen Philosophie zu einem rasanten Aufstieg. Feuerbach hingegen wurde 1856 in einer Zeitungsmeldung sogar totgesagt. In Frankreich, England und den USA indes, wo Übersetzungen von Das Wesen des Christentums erschienen waren, begann er bekannt zu werden.

### Rechenberg, Alterswerk

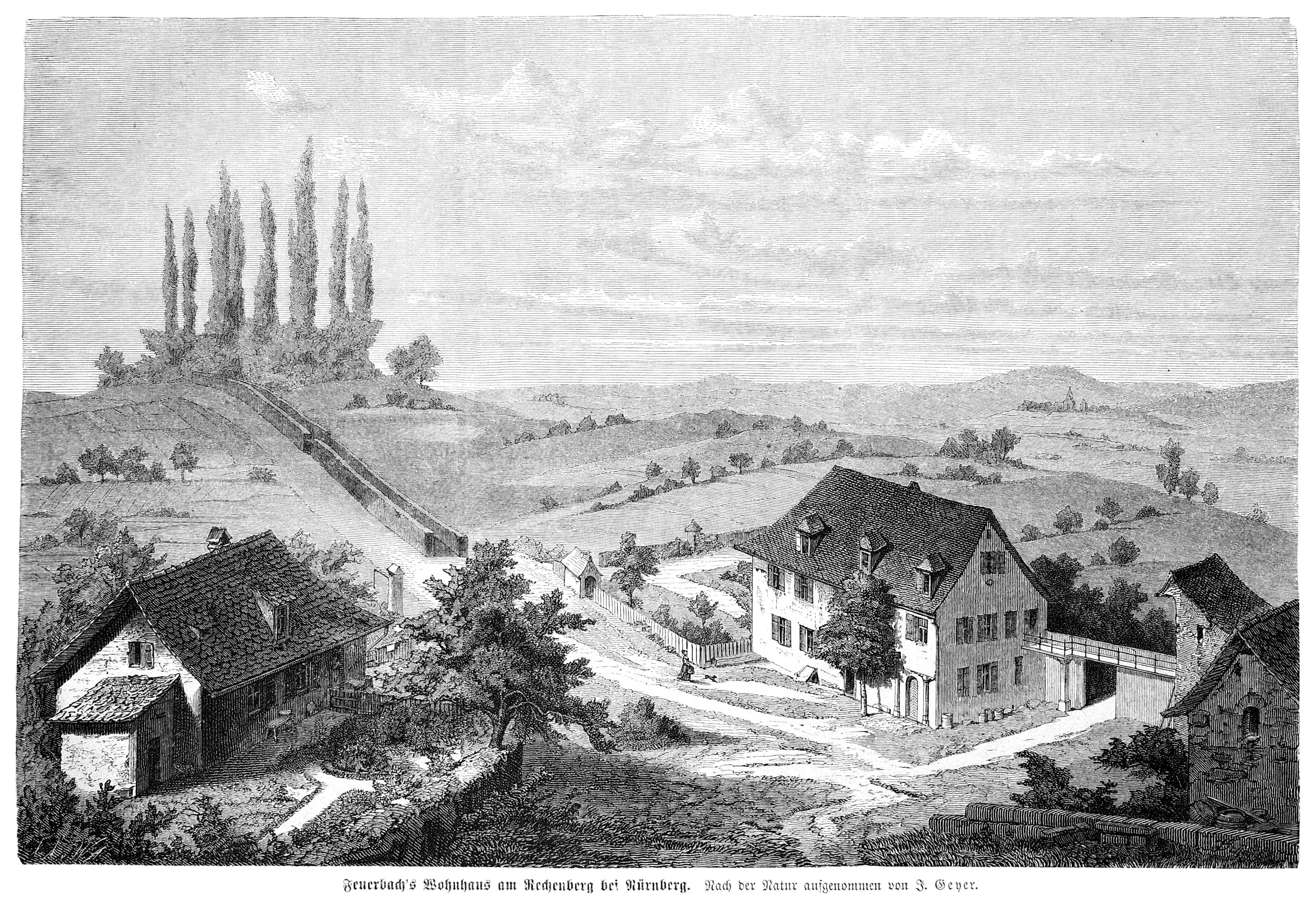
Herrenhaus in Rechenberg (Nürnberg), Feuerbachs Wohnsitz von 1859 bis 1872

1859 war die Bruckberger Porzellanfabrik endgültig bankrott. Feuerbach und seine Frau verloren nicht nur alle investierten Ersparnisse, sondern auch ihr Wohnrecht und die Naturaliennutzung. Nach mühsamer Suche fand sich ein als Sommerwohnsitz konzipiertes Haus auf dem (heute zu Nürnberg gehörenden) Rechenberg, auf dem sich ein kleines Dorf entwickelt hatte, das damals noch vor den Toren Nürnbergs lag. Freunde aus der achtundvierziger Revolutionszeit bezahlten den Umzug und sammelten Spenden, die so reichlich flossen, dass Feuerbach nach einiger Zeit selbst um Einstellung der Sammlung bat. Von 1862 an erhielt er eine regelmäßig erneuerte Ehrengabe der eben geschaffenen Schillerstiftung, außerdem zwei Leibrenten: die eine von Ludwig Bamberger, der im französischen Exil zum einflussreichen Bankier aufgestiegen war, die andere vom Nürnberger Industriemagnaten Theodor von Cramer-Klett. Auch Besucher waren wieder häufiger. Da mit dem Anbruch der „Neuen Ära“ 1858 die Exilierten wieder einreisen durften, kamen Friedrich Kapp, Carl Vogt, Georg Herwegh, Ludwig Pfau und andere auf den Rechenberg. Das Haus bot freilich längst nicht die Ruhe und Idylle von Bruckberg. Feuerbach litt schwer unter dem Verlust seines „Musensitzes“ und fand auch nicht zur früheren Arbeitsfähigkeit zurück. Er rang sich dennoch eine Reihe kürzerer Texte ab, darunter die bedeutende Abhandlung Über Spiritualismus und Materialismus, besonders in Beziehung auf die Willensfreiheit.
Der preußisch-österreichische Krieg 1866 erschütterte Feuerbach zutiefst. Anders als früher verfolgte er jetzt mit gespannter Aufmerksamkeit das politische Geschehen. Bismarcks Einigungspolitik lehnte er entschieden ab, weil sie auf Gewalt gestützt war und in seinen Augen keine Freiheit brachte; hingegen studierte er den ersten Band von Marx’ Kapital kurz nach dessen Erscheinen und begeisterte sich für die in Amerika aufkommende Frauenbewegung. 1867 erlitt er einen leichten Schlaganfall, von dem er sich, vom freigeistigen Bergbauern Konrad Deubler eingeladen, im österreichischen Salzkammergut erholte. Im Frühjahr und Frühsommer 1868 begann er ein neues Buch über Moral und Willensfreiheit, doch im Sommer brach er die Arbeit daran ab. Am 20. Juli 1870 – am Vortag war der Deutsch-Französische Krieg erklärt worden – traf ihn ein zweiter, schwerer Schlaganfall, der sein geistiges Vermögen völlig zerstörte. Nur sehr beschränkt kontaktfähig, lebte Feuerbach noch etwas mehr als zwei Jahre. Am 13. September 1872 erlag er einer Lungenentzündung.

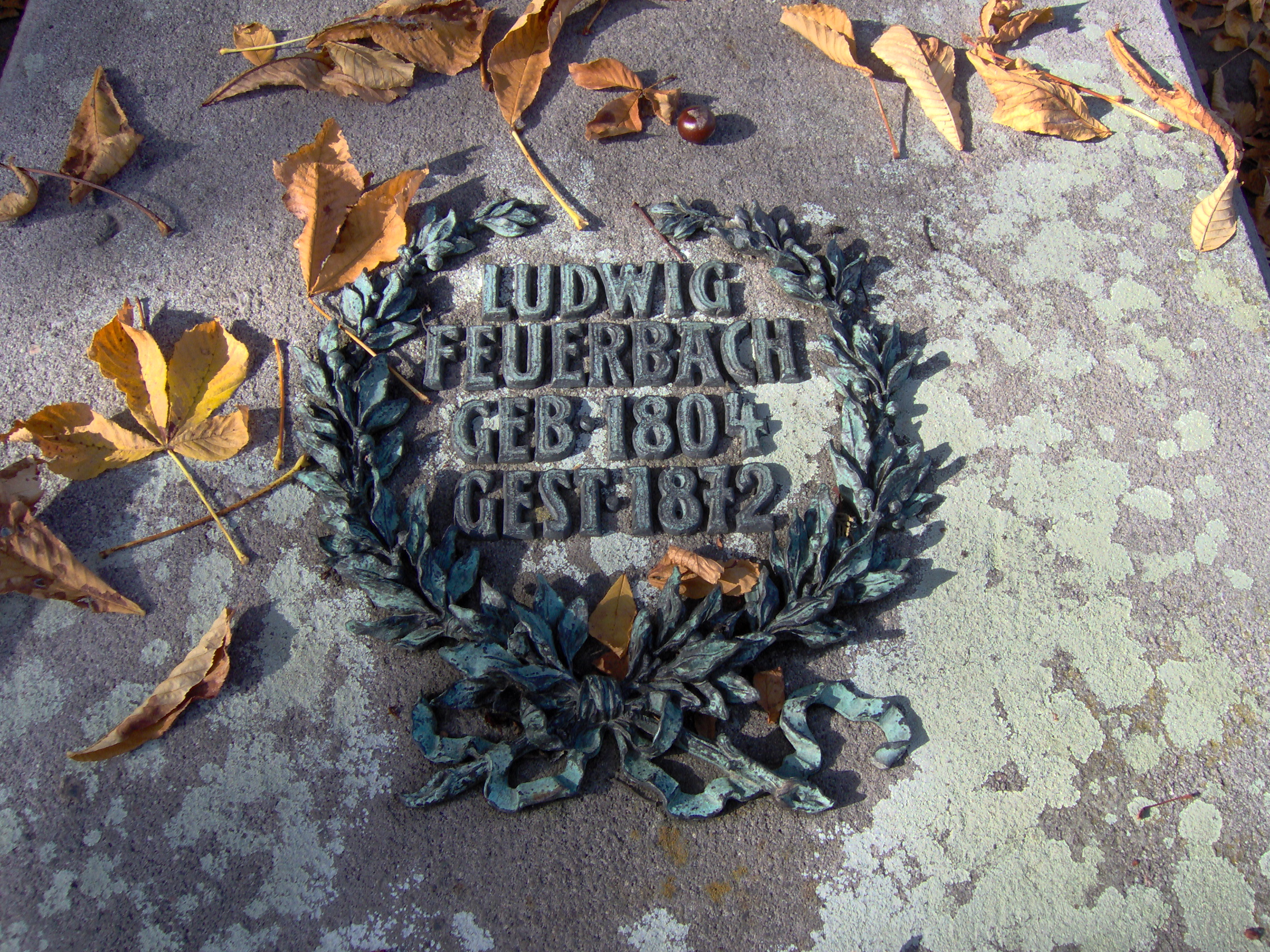
Grab Feuerbachs auf dem Johannisfriedhof in Nürnberg

1869 war Feuerbach in die kurz zuvor von Wilhelm Liebknecht und August Bebel gegründete Sozialdemokratische Arbeiterpartei (SDAP) eingetreten. Um den Jahreswechsel 1871/72 rief eine der Partei nahestehende Zeitung dazu auf, für den angeblich verarmten Philosophen Geld zu sammeln. Zahlreiche andere Zeitungen übernahmen den Aufruf. Wenige Wochen später rief auch die auflagenstarke Familienzeitschrift Die Gartenlaube am Ende eines doppelseitigen Artikels über Feuerbach zu einem „Nationaldank“ auf. Die Spenden flossen so reichlich, dass für Frau und Tochter, um deren Zukunft Feuerbach gebangt hatte, ein bescheidenes, aber lebenslanges Auskommen gesichert war. Am Begräbnis auf dem Nürnberger Johannisfriedhof nahm eine, wie es in Zeitungsberichten hieß, „unübersehbare“ Menschenmenge teil: Neben zahlreichen bürgerlichen Vereinigungen hatte auch die mitgliederstarke Nürnberger Sektion der SDAP zur Massenkundgebung aufgerufen. Theodor von Cramer-Klett stiftete das Grabmal.

## Hauptmomente der Philosophie Feuerbachs
Feuerbachs Philosophie hat nie versucht, ein philosophisches System zu entwickeln; später lehnte er solche Systeme sogar grundsätzlich ab. Sein kritischer Geist verschonte auch eigene Anschauungen nicht, was unter anderem dazu führte, dass er sich gegen Ende der dreißiger Jahre von der ursprünglich vertretenen Philosophie des Deutschen Idealismus abwandte und eine Sichtweise entwickelte, die zu ihr in diametralem Gegensatz stand. Diese Wende macht es schwierig, Feuerbachs Philosophie „im Längsschnitt“, also nach einzelnen Themen aufgefächert, zu behandeln; bei der Darstellung ist immer auch die Chronologie zu berücksichtigen.

### Anfängliches Vertrauen auf die einheitsstiftende Vernunft
Als Schüler und Bewunderer Hegels bekannte sich Feuerbach in den ersten Jahren seines Schaffens zu seinem Meister. In der Erlanger Dozentenzeit 1829–32 lehrte er Hegels Philosophie als das „Organ der Philosophie selbst“, und noch 1835 verteidigte er Hegel öffentlich (in der Kritik des „Anti-Hegels“). Dessen Philosophie begeisterte ihn jedoch nicht nur als grandiose intellektuelle Leistung. Für ihn verwirklichte sie auch ein Menschheitsideal, das die spätere Aufklärung insgesamt beseelte: Indem diese Philosophie ausschließlich auf die Vernunft, an der alle Menschen teilhaben, aufbaute, stiftete sie etwas die Menschheit Einigendes. So schrieb Feuerbach: „Denkend bin ich verbunden, oder vielmehr: Ich bin eins mit allen, ich selbst bin geradezu alle Menschen“. Oder, in Anlehnung an das Ich denke, also bin ich von Descartes: „Ich denke, also bin ich alle Menschen“. Seine Zuversicht zu Beginn seiner philosophischen Laufbahn beruhte auf der Überzeugung, dass diese „Eine, allgemeine, unendliche Vernunft“ (so der Titel der Habilitationsschrift) letztgültige philosophische Wahrheitserkenntnis ermöglicht und alle Wirklichkeit begrifflich erfassen lässt. Deshalb war der Primat des Geistigen für ihn lange Zeit fraglos, und er bekannte sich ausdrücklich zum Idealismus: Eigentliche Wahrheit kommt nur dem „Idealen“, dem Geistigen zu. Zur Rechtfertigung berief er sich wiederholt auf das Beispiel des kopernikanischen Weltbildes: Das „Materielle“ (das Auf- und Untergehen der Sonne) täuscht, wahr ist das „Geistige“ (die durch Theorie gewonnene Erkenntnis).
Feuerbachs philosophische Parteinahme hatte aber auch eine historische Komponente: Hegels rein rationales Denkgebäude war der progressive Gegenpol zur katholisierenden Romantik, die sich zusehends enger an die politische Rückwärtsbewegung der Metternichschen Restauration anschloss (deutlich in der Polemik gegen F. J. Stahl, Die Philosophie des Rechts nach geschichtlicher Ansicht…, schärfer in Zur Kritik der ‚positiven Philosophie‘).

### Philosophiegeschichtsschreibung
Neues schuf Feuerbach zunächst auf dem Gebiet der Philosophiegeschichtsschreibung. Hier ging er über Hegel hinaus und leistete Pionierarbeit, indem er die philosophischen Systeme nicht, wie Hegel, als bloße Momente in der dialektischen Selbstfindung des Geistes verstand, sondern ihnen eine jeweils eigene Gültigkeit und Notwendigkeit zusprach. Seine Methode der „Entwicklung“, die nach dem Positiven, dem „wahren Sinn“ der philosophischen Systeme fragt, ist im modernen Sinne hermeneutisch. Die beiden Werke Geschichte der neuern Philosophie von Bacon von Verulam bis Benedict Spinoza (1833) und Darstellung, Entwicklung und Kritik der Leibnizschen Philosophie (1837), ebenso der Zyklus der 1835/36 in Erlangen gehaltenen Vorlesungen über die Geschichte der neueren Philosophie, zählen zu den wichtigsten Werken Feuerbachs.

### Geist und Natur
In einer Rückschau sagte Feuerbach, er habe in den Werken der dreißiger Jahre „unter fremden Namen“ die eigenen Gedanken ausgesprochen. Tatsächlich zieht sich vor allem durch die philosophiegeschichtlichen Arbeiten sehr deutlich ein Hauptmotiv, nämlich die zwiespältige Stellung der Natur in der abendländischen Philosophie seit Descartes. Die Art und Weise, wie die Philosophen der Neuzeit der Natur begegneten und sie in ihre Denksysteme einordneten, empfand er als dualistisch, als gewaltsamen Bruch: Weil bei ihnen immer der Geist das eigentliche Sein, also das Primäre ist, die Materie hingegen bloß sekundäres, uneigentliches Sein, wird die Natur abgewertet. Dieser Dualismus beginnt mit Descartes, für den die Materie lediglich das „Ausgedehnte“ war, und zieht sich – wenngleich in subtilerer Form – bis hin zu Hegel. Dieser Geringschätzung der Natur steht Feuerbachs persönliches und ästhetisches Erleben entgegen: Er erfährt sie als überwältigende „Herrlichkeit“; sie hat eigene „Qualität“, ja Autorität, auf die das Denken zu antworten hat.
Dieses Hauptmotiv tritt bereits in der Geschichte der neuern Philosophie in vielfältiger Weise hervor: Anders als in der Hegelschule üblich, ließ Feuerbach die Philosophie der Neuzeit nicht mit Descartes, sondern mit Francis Bacon beginnen; er begründete dies damit, dass Bacon das systematisch gesammelte Erfahrungswissen, also die Naturwissenschaften, zur „Grundlage alles Wissens“ erhoben habe. Immer wieder betonte er die Bedeutung des Naturstudiums für die Entwicklung philosophischer Erkenntnis, und der ganze zweite Teil des Buches ist eine Interpretation der Philosophiegeschichte im Sinne eines fortschreitenden spekulativen Vollzugs der Einheit von Geist und Natur. Nach dem Abschluss des Werkes beschäftigte sich Feuerbach intensiv mit den italienischen Naturphilosophen der Renaissance, besonders mit Giordano Bruno, mit dessen emphatischer Naturbegeisterung er sich identifizierte. Spinozas Pantheismus (Geist und Natur sind Erscheinungsformen der einen, göttlichen Substanz) war für ihn eine philosophische Position, hinter die nicht zurückgeschritten werden durfte.
In der Monographie über Leibniz beschritt Feuerbach einen von Hegel bereits abweichenden Weg, um die Einheit von Geist und Natur zu begründen: Ausgehend von Leibniz’ Monadentheorie wird die materielle Wirklichkeit, also die Natur, als „alter ego“ des Geistes, als sein ebenbürtiges, ihn auch herausforderndes Gegenüber gefasst. Sie erhält ein Eigenrecht, das nicht an die spekulative Erfassung gebunden ist. Dieser Ansatz baute freilich immer noch auf die klassisch-philosophische Begriffsspekulation auf. Feuerbach hat ihn deshalb nicht weiterverfolgt und später ausdrücklich kritisiert.

### Religionskritik aufklärerisch
In seiner Studienzeit in Berlin hatte sich Feuerbach persönlich dem angestammten protestantischen Glauben entfremdet. Bereits in der ersten öffentlich verbreiteten, allerdings anonym herausgegebenen Schrift Gedanken über Tod und Unsterblichkeit (1830) verwarf er den Unsterblichkeitsglauben als lebensfeindlich: Ein Leben nach dem Tod zu wünschen, widerspräche dem Funktionieren der Natur, in der alles, also auch der Tod, „wahr, ganz, ungeteilt vollständig“ sei: „Der Tod ist daher die ganze, die vollständige Auflösung deines ganzen und vollständigen Seins.“ Vor allem aber gelange man erst durch die ungeteilte Bejahung des Todes zur ungeteilten Bejahung des Lebens. Auch den Glauben an einen persönlichen Gott lehnte er in dieser ersten Schrift bereits entschieden ab. Dieser Glaube sei selbstsüchtig, denn der Personen-Gott sei für den Gläubigen nur „Gewährleistung seiner selbst und seines eigenen Daseins“. Offen bekannte sich Feuerbach zu jenem Pantheismus, dem im Gefolge Spinozas die meisten Denker und Dichter der Spätaufklärung und der Weimarer Klassik insgeheim anhingen. Die deftig-satirischen Xenien im zweiten Teil des Buches dokumentieren die Abkehr von traditioneller und kirchlicher Gläubigkeit.
Beim Thema Religion notierte Feuerbach auch früh einen Dissens mit seinem Lehrer: Hegel hatte auf einer grundsätzlichen Übereinstimmung von Philosophie und christlichem Glauben beharrt. Feuerbach war gegensätzlicher Meinung, doch er kritisierte Hegels Auffassung im Frühwerk nur implizit, so etwa in der Einleitung der Geschichte der neuern Philosophie, wo er die historische Entwicklung nicht, wie Hegel, als „Stufengang des Geistes“ sah, sondern auf einen scharfen Gegensatz zwischen dem Christentum und dem „denkenden Geist“ hinauslaufen ließ: Der Geist habe sich (wie übrigens auch die Kunst) aus der „drückenden Herrschaft“ der Religion zu befreien gehabt. Deutlicher wurde er im Aufsatz gegen Friedrich Julius Stahl, wo er – zum Befremden auch vieler Hegelianer – radikal jede Gemeinsamkeit zwischen der Religion und säkularen Institutionen wie dem Recht verneinte; die beiden Bereiche seien einander dem Wesen nach fremd, ja entgegengesetzt.
Erst als er der universitären Philosophie endgültig den Rücken kehrte und sich als freier Schriftsteller im ländlichen Bruckberg etablierte (1837), machte Feuerbach die Religionskritik zu seinem Hauptthema. Schon im letzten Kapitel der Leibniz-Monografie und vor allem in der Monografie über den Begründer der französischen Aufklärung Pierre Bayle sprach er mit einer für die damaligen deutschen Verhältnisse unerhörten Direktheit aus, was die französischen Aufklärer schon im 18. Jahrhundert mehr oder weniger offen vertreten hatten: Der religiöse Glaube habe sich überlebt, er sei des „denkenden Menschen“ unwürdig. Anders als viele Aufklärer führte Feuerbach aber die religiöse Gläubigkeit nicht auf kirchliche Bevormundung („Pfaffenbetrug“) zurück oder, wie Immanuel Kant, auf die Scheu, sich des eigenen Verstandes zu bedienen. Er arbeitete vielmehr zwei gegensätzliche Geisteshaltungen heraus: auf der einen Seite der in Dogmen befangene und die Einsprüche der Vernunft abwehrende „Geist der Theologie“, auf der anderen Seite der „Geist der Wissenschaft“, der die Vernunft und die Gesetzmäßigkeit in der Natur als einzige Erkenntnisinstanz anerkennt. Vernunft und Wissenschaft seien aber in der Neuzeit zu so unabweisbaren Ergebnissen gelangt, dass es zur Frage der intellektuellen Redlichkeit werde, ob man noch an den religiösen Dogmen festhält; der Glaube hatte für Feuerbach seine einstige Unschuld und Berechtigung verloren, er wurde für ihn zur „Heuchelei“ vor sich selbst und der Mitwelt.
Diese Argumentation hatte eine historisch-gesellschaftliche Stoßrichtung, sie richtete sich gegen restaurativ-religiöse Tendenzen der Zeit, denen Feuerbach schon in der Polemik gegen Friedrich Julius Stahl den Kampf angesagt hatte. Das bezeugen zwei weitere Schriften, die etwa zur selben Zeit wie die Bayle-Monografie entstanden, allerdings als Beiträge zu aktuellen Debatten für eine Tageszeitung (die „Hallischen Jahrbücher“) gedacht waren: Zur Kritik der ‚positiven Philosophie‘ und Über Philosophie und Christentum in Beziehung auf den der Hegelschen Philosophie gemachten Vorwurf der Unchristlichkeit. In teilweise scharfer Polemik spitzte Feuerbach hier das Argument der unvereinbaren Standpunkte zu: Wenn konservative Philosophen und Politiker forderten, die Philosophie habe sich an der Christlichkeit auszurichten, so entgegnete er mit vehementer Ablehnung jeglicher Vermittlung zwischen Religion und Philosophie. Bei der Philosophie könne es kein Mehr oder Weniger an Christlichkeit geben, die Philosophie habe mit Christlichkeit so wenig zu tun wie etwa die Mathematik.

### Religionskritik „kritisch-genetisch“
Diese aufklärerisch-polemische, im Grunde lediglich verneinende Religionskritik überwand Feuerbach, als er in seinem berühmten Hauptwerk Das Wesen des Christentums (1841) der Religion als „geistiger Naturforscher“ begegnete und sie dadurch als menschliches Phänomen ernst nahm. Statt sie, wie noch Hegel, in das Prokrustesbett eines philosophischen Systems einzuzwängen, ließ er sie erst einmal in ihrer Eigenart gelten (der „verstehende“ erste Teil des Buches ist doppelt so lang wie der „kritische“ zweite Teil). Im Vorwort zur zweiten Auflage schrieb er: „Ich aber lasse die Religion sich selbst aussprechen; ich mache nur ihren Zuhörer und Dolmetscher, nicht ihren Souffleur. Nicht zu erfinden – zu entdecken, ‚Dasein zu enthüllen‘ war mein einziger Zweck.“
Feuerbach gelangte so zu einer Erklärung, die im modernen Sinne humanwissenschaftlich ist: Die Religion ist nicht einfach „Unsinn“ oder „Aberglaube“, sie ist die bildhafte Äußerung von Eigenschaften und Impulsen, von „Kräften“, die der Mensch als so wichtig und wesentlich empfindet, dass sie für ihn sein „Wesen“, sein eigentliches Menschsein ausmachen: Die Religion ist „identisch … mit dem Bewusstsein des Menschen von seinem Wesen“. Diese Kräfte erscheinen ihm nicht als individuell begrenzt, sondern als über den einzelnen Menschen hinausgehend: „Wille, Liebe oder Herz sind keine Kräfte, welche der Mensch hat“, sie sind „die ihn beseelenden, bestimmenden, beherrschenden Elemente, denen er keinen Widerstand entgegensetzen kann“. Und weil der Mensch diese Kräfte oder Fähigkeiten als über seine individuelle Beschränktheit hinausgehend empfindet, hypostasiert und verabsolutiert er sie, er setzt sie „aus sich hinaus“ und verehrt sie „als ein andres, von ihm unterschiednes, eignes Wesen“.
Dieses Verständnis des Gottesglaubens erlaubt im Rückschluss die anthropologische Deutung der Religion: „Die Religion ist die Reflexion, die Spiegelung des menschlichen Wesens in sich selbst.“ – „Gott ist der Spiegel des Menschen.“ – „Gott ist das offenbare Innere, das ausgesprochene Selbst des Menschen.“ Die religiösen Glaubensinhalte vermitteln also eine Botschaft, sie geben Aufschluss über das „Wesen“ des Menschen: Gott ist für den Menschen das „Stammbuch, in welches er die Namen der ihm teuersten, heiligsten Wesen einträgt“. In zwölf Kapiteln des Wesens des Christentums versuchte Feuerbach, die wichtigsten „Geheimnisse“ des christlichen Glaubens nacheinander zu deuten, indem er ihren anthropologischen Gehalt herausschälte: Wenn die Religion sagt, Gott liebe den Menschen, so bedeute das: „Das Höchste ist die Liebe des Menschen“. Oder: „Das Geheimnis des leidenden Gottes“ besagt: „Leiden für andere ist göttlich“. Und dass Gott empfindet, heißt: „Die Empfindung ist göttlichen Wesens“.
Bemerkenswert ist, dass Feuerbach hinter den „Geheimnissen“ des Glaubens stets das „Herz“ oder „Gemüt“ vorfand, wobei er beide Wörter synonym und paarweise verwendete; Begriffe wie „Empfindung“, „Gefühl“, „Phantasie“ treten oft ergänzend hinzu. Feuerbach hatte damit offensichtlich etwas im Blick, wofür es seinerzeit noch keinen adäquaten Begriff gab („Seele“ und „Geist“ waren religiös oder philosophisch besetzt), und was wir heute als Psyche bezeichnen: das Zusammenspiel der teils bewussten, teils unbewussten Regungen, Empfindungen und Vorstellungen, die im Menschen das affektiv-emotionale Verhalten und weitgehend auch die Wahrnehmung bestimmen.
Vielfach wird versucht, Feuerbachs Religionskritik mit dem Begriff der Projektion zu erläutern, den Feuerbach selbst nie verwendet hat. Tatsächlich blendet der Ausdruck einen wichtigen Aspekt der Intention Feuerbachs aus: Ihm ging es nicht nur um die Feststellung von psychischen Fehlleistungen, sondern positiv um die Freilegung des unter den religiösen Bildern verdeckten Inhalts.
Diesen Inhalt wollte Feuerbach freilegen, um ihn für das menschliche Zusammenleben nutzbar zu machen. Seiner Deutung lag also eine therapeutische Intention zugrunde. Er habe sich, sagte er im Vorwort zum ersten Band seiner Sämmtlichen Werke, „die Ergründung und Heilung der Kopf-, auch Herzkrankheiten der Menschheit zur Aufgabe gemacht“.

### Kritik der spekulativen Philosophie
In – auch biografisch – unmittelbarem Zusammenhang mit der anthropologisch orientierten Religionskritik steht Feuerbachs zweite berühmt gewordene kritische Leistung: die Kritik Hegels und der spekulativen Philosophie insgesamt. Wenige Monate nach dem Erscheinen des Wesens des Christentums wandte er in Vorläufige Thesen zur Reformation der Philosophie (die Anspielung auf Luther ist beabsichtigt) das auf die Religion angewandte Verfahren auch auf die Philosophie des Absoluten an, indem er sie anthropologisch deutete: Hinter dem „absoluten Geist“ Hegels stecke das christliche Gottesbild. Ein Jahr später explizierte er seine Kritik in Grundsätze der Philosophie der Zukunft.
Feuerbach kritisierte an Hegels Philosophie nicht einzelne Auffassungen oder Schlüsse, sondern das Fundament, auf dem sie steht: die Identität zwischen Denken und Sein, d. h. die Grundannahme, dass das logisch-begriffliche Denken des Philosophen die Welt zutreffend darstellt und letztendlich nichts anderes ist als die „Selbstentfaltung des Weltgeistes“. Diese Identität, die er früher bejahte, verwarf Feuerbach nun als „rationale Theologie“: „Die Identität von Denken und Sein ist daher nur der Ausdruck von der Gottheit der Vernunft – der Ausdruck davon, dass […] die Vernunft alles ist, wie in der strengen Theologie Gott alles ist.“
Allerdings ist auch diese Kritik nicht nur negativ, sie hatte, genau wie seine Religionskritik, eine positive Zielrichtung: Feuerbach ging es um die Anerkennung von etwas Wesentlichem, das die Hegel’sche Philosophie wie jede spekulative Philosophie vom Ansatz her verfehlt und das er die „Sinnlichkeit“ nannte. In der spekulativen Philosophie ist dieses „Sinnliche“ (das „den Sinnen Gegebene“, auch der Sinnentäuschung Ausgesetzte) negativ besetzt. Es gilt als Hindernis bei der Wahrheitserkenntnis, das mit begrifflichem „Abstrahieren“ zu überwinden ist. Dieses Abstrahieren geht nicht vom Sinneneindruck aus, sondern beginnt, wie Hegel in der Einleitung zur Phänomenologie betonte, vom „reinen Selbsterkennen“: dieses sei der „reine Äther“, in dem man Wissen erlangen könne. Feuerbach nahm nun die genau gegenteilige Position ein und sagte: Das Sinnliche ist die erste Wirklichkeit, alles Denken muss damit beginnen, dass es sich dieser Wirklichkeit stellt und sie ernst nimmt. Alles andere ist sterile Beschäftigung des Denkens mit sich selbst: Weil es bereits mit abstrakten Gedanken beginnt, kommt es „nicht von sich weg“ und gelangt „immer nur zur Realisation seiner eignen Abstraktionen“. So verhindert es die „Freiheit des Geistes; denn nur die Anschauung der Dinge und Wesen in ihrer objektiven Wirklichkeit macht den Menschen frei und ledig aller Vorurteile“.

### „Neue Philosophie“
Feuerbach forderte also eine „neue Philosophie“, welche „die Wahrheit der Sinnlichkeit mit Freuden, mit Bewusstsein“ anerkennt. Anstatt im reinen Selbsterkennen, beginnt sie mit einer Konfrontation: Das denkende Ich macht zunächst die Erfahrung, dass ein Du existiert, das ihm einerseits Grenzen setzt, andererseits über sich selbst hinaus hilft. Erkenntnis beginnt also da, wo das Ich an einem anderen Wesen Widerstand findet: „Die wahre Dialektik ist kein Monolog des einsamen Denkers mit sich selbst, sie ist ein Dialog zwischen Ich und Du“. Das Du wirkt auf den Erkennenden zurück, denn als Sinnenwesen sind Menschen nicht neutral den Dingen oder Lebewesen gegenüber, sie sind von ihnen „betroffen“: sie lieben, hassen, bewundern, lehnen ab usw. So wird „Leidenschaft“ geradezu zum Kriterium der Existenz: „Nur was – sei es nun wirkliches oder mögliches – Objekt der Leidenschaft, das ist.“ Kurz: „Was nicht geliebt wird, nicht geliebt werden kann, das ist nicht. Was aber nicht geliebt werden kann, das kann auch nicht angebetet werden. Nur was Objekt der Religion sein kann, das ist Objekt der Philosophie.“ Die von Feuerbach geforderte neue Philosophie erhält dadurch „religiöse“ Qualität.
Die „neue Philosophie“ ist also dezidierter Humanismus. Da alles Übersinnliche oder Übernatürliche, sei es ein außerweltlicher Gott oder ein absoluter Weltgeist, ausgeschlossen wird, ist diese Philosophie auch materialistisch. Einen platten Materialismus, der bei der Anschauung stehen bleibt und nur die Materie gelten lässt, lehnte Feuerbach jedoch ab, er verstand seine Philosophie als „das zu Verstand gebrachte Herz“. Die Denkarbeit, das Theoretisieren, darf nicht unterbleiben, denn objektives Denken ist durchaus möglich, sofern dieses Denken „nicht in gerader Linie, in der Identität mit sich fortläuft, sondern sich durch die sinnliche Anschauung unterbricht“. Das Denken muss allerdings in Kauf nehmen, dass das Wirkliche „nicht in ganzen Zahlen, sondern nur in Brüchen darstellbar“ ist, und vor allem muss es sich damit abfinden, dass es nie absolute Objektivität erreicht. Es wird immer in einem bestimmten Gesichtskreis befangen bleiben, denn wir denken immer als Mensch, alles geistige Verarbeiten der sinnlichen Wirklichkeit wird immer das von Menschen sein: „Was der Mensch auch immer nennt und ausspricht – immer spricht er sein eigenes Wesen aus.“
Dieser Materialismus wird in der Sekundärliteratur als „anthropologischer Materialismus“ bezeichnet. Er unterscheidet sich vom Materialismus des 18. Jahrhunderts durch seine Blickrichtung. Dieser betrachtet den Menschen gleichsam vom Großen Ganzen der Natur aus als bloßen „Sonderfall“ und ist bestrebt, alles Menschliche auf physiologische Vorgänge und Mechanismen zurückzuführen (man spricht deshalb von Reduktionismus). Feuerbach anerkannte vorbehaltlos die zu seiner Zeit als „materialistisch“ geltenden Erklärungsbemühungen: Auch wenn die Wissenschaft noch weit davon entfernt sei, die Entstehung des Lebens nachweisen zu können, so bedeute das keinesfalls, dass sie es prinzipiell nicht könne. Mit seinem berühmt gewordenen Diktum „der Mensch ist, was er isst“ kommentierte er zustimmend das Buch des Physiologen Jakob Moleschott, der erstmals einem breiten Publikum die Zusammenhänge zwischen Ernährung und Stoffwechsel und körperlich-seelischem Wohlbefinden dargelegt hatte. Doch Feuerbachs Perspektive war die entgegengesetzte: Die Natur, wie sie den Wissenschaftlern Gegenstand ist, war für ihn „das physisch, aber nicht moralisch erste Wesen; das bewusste menschliche Wesen ist mir das […] dem Range nach erste Wesen“. Seine Forschungsperspektive war also die „anthropologische“ oder, um einen heutigen Begriff zu verwenden, die humanwissenschaftliche: Ihn interessierte die theoretische Aufarbeitung der menschlichen Phänomene vom Gesichtspunkt des menschlichen Lebens aus. Diese Perspektive muss zwar ohne das Instrumentarium der „exakten“ Wissenschaften auskommen, gleichwohl muss sie sich auf empirische Untersuchungen stützen und nachvollziehbare Deutungen versuchen. Feuerbach nahm also bereits die Position ein, wie sie für die heutigen Humanwissenschaften – Psychologie, Soziologie, Ethnologie usw. – selbstverständlich ist. Und wie diese ging er nicht mehr „systematisch“ vor, sondern beschränkte sich auf ein Forschungsfeld, nämlich die Religion. Die meisten seiner Schriften nach dem Wesen des Christentums (das er zweimal bearbeitete) haben diese als Thema, auch die berühmten Vorlesungen im Heidelberger Rathaus; auch in den fünfziger Jahren kompilierte und kommentierte er in achtjähriger Arbeit Quellen zur Theogonie („Gottesentstehung“) aus dem griechischen, römischen und hebräischen Altertum.

### Materialistische Ethik und Willensfreiheit
Schon im Wesen des Glaubens im Sinne Luthers und ausführlicher in den Heidelberger Vorlesungen hatte Feuerbach den „Egoismus“ – nicht zu verwechseln mit „Selbstsucht“/„Egomanie“ – grundsätzlich positiv gewertet: Mit dem Selbsterhaltungstrieb sei der Egoismus naturgegeben. Offensichtlich veranlasst vom plötzlichen Erfolg der Schriften Schopenhauers, befasste sich Feuerbach in zwei Schriften der späten Lebensphase mit der Frage der Willensfreiheit und den damit zusammenhängenden Grundfragen einer materialistischen Moral. Er stellte zunächst fest, dass es eine materielle Grundlage des menschlichen Verhaltens gebe, nämlich den angeborenen „Glückseligkeitstrieb“: Dieser ist der „Ur- und Grundtrieb alles dessen, was lebt und liebt, was ist und sein will“. Er kann sich in Formen äußern, die ihm entgegenzulaufen scheinen: im Todeswillen des Selbstmörders, im Ideal des asketischen Heiligen, im Buddhismus oder im Schopenhauer’schen Pessimismus, dennoch sei er immer als Grundtendenz nachweisbar. Oftmals befindet er sich gleichsam im Ruhezustand: die „Glückseligkeit“ der Gesundheit empfinde man nur, wenn sie fehlt. Auch der Gottesglaube sei eine Äußerung des Glückseligkeitstriebes.
Auf den Glückseligkeitstrieb muss auch die Moral aufbauen. Ihr erstes und einziges Prinzip lautet: Meinem eigenen Recht auf Glückseligkeit entspricht das Recht auf Glückseligkeit des anderen. Gut und Böse sind keine metaphysischen Werte: „Es gibt kein anderes Kennzeichen für Bösesein als Übeltun, kein anderes für Gutsein als Wohltun.“ Die Grundlage für moralisches Verhalten hat die Natur vorgegeben, die einen „zwei- und gegenseitigen Glückseligkeitstrieb hervorgebracht hat“. Dieser gründet darauf, dass der Mensch „von Mutterleibe an die Güter des Lebens mit seinen Nächsten teilen muss, schon mit der Muttermilch […] mit den Elementen des Lebens also auch die Elemente der Moral einsaugt, als da sind Gefühl der Zusammengehörigkeit, Verträglichkeit, Gemeinschaftlichkeit, Beschränkung der unumschränkten Alleinherrschaft des eignen Glückseligkeitstriebes“. Aufgabe jeder Moral muss also sein, dieser natürlichen Gegebenheit zur Entfaltung zu verhelfen: „Was anderes kann also die Aufgabe der Moral sein, als dieses in der Natur der Dinge […] gegründete Band zwischen eigener und fremder Glückseligkeit mit Wissen und Willen zum Gesetz des menschlichen Denkens und Handelns zu machen?“ Heftig distanzierte sich Feuerbach deshalb auch von Kants Pflichtethik (die im Wilhelminischen Deutschland besonders hoch im Kurs stand): „Eine Moral dagegen, welche dieses Band zerreißt, welche die Fälle, wo Pflicht und Glückseligkeitstrieb in Widerstreit geraten, zu ihrem Ausgangspunkt, zum Grunde dieser Zertrennung macht, was anderes kann sie sein als willkürliche Menschensatzung und Kasuistik?“
Wenn moralisches Verhalten die Entfaltung natürlicher Gegebenheiten ist, bedeutet dies umgekehrt, dass die Moral an menschenwürdige Lebensverhältnisse geknüpft ist. Feuerbach wurde in diesem Punkt politisch, er berief sich auch ausdrücklich auf die Beschreibung des Arbeiterelends im Kapital von Karl Marx: „Es gibt keine Glückseligkeit ohne Tugend, ihr habt Recht, ihr Moralisten […] aber merkt es euch, es gibt auch keine Tugend ohne Glückseligkeit – und damit fällt die Moral ins Gebiet der Privatökonomie oder Nationalökonomie“. Unter unmenschlichen Verhältnissen, betonte er, sei „auch der Moral aller Spielraum genommen […] Wo das zum Leben Notwendige fehlt, da fehlt auch die sittliche Notwendigkeit“. Seine Folgerung lautete: „Wollt ihr daher der Moral Eingang verschaffen, so schafft vor allem die ihr im Wege stehenden, materiellen Hindernisse hinweg!“
Bei der Frage der Willensfreiheit vertrat Feuerbach Positionen, die den Ansichten heutiger Psychologen und Hirnforscher nahekommen. Er verneinte zwar den freien Willen nicht grundsätzlich, sah ihm jedoch recht enge Grenzen gesetzt; eine „reine Unbestimmtheit des Willens“, wie Hegel sie postuliert hatte, lehnte er als theoretisches Abstraktum der traditionellen Philosophie und Moral von vornherein ab. Als Ausgangspunkt sah er auch hier den Glückseligkeitstrieb, denn Wille sei wesentlich Etwas-Wollen, und dieses Etwas könne nur „Wohlsein“, „Bienêtre“ sein: „Ich will, heißt: ich will nicht leiden, ich will glücklich sein.“ Das gelte sogar für den Selbstmord: „Ich kann nur dann den Tod wollen, wenn er für mich eine Notwendigkeit ist“. Da sich das Wollen „nicht jenseits, sondern diesseits“ der natürlichen Bedürfnisse abspiele, könne man unabhängig vom Glückseligkeitstrieb überhaupt nicht von Willen reden: „Wo aber ein Wesen aufhört, Glückseligkeit zu wollen, da hört es auf überhaupt zu wollen“. Oder kürzer: „Wille ist Glückseligkeitswille.“
Die zweite Grenze für die Willensfreiheit sah Feuerbach im individuellen Charakter. Hier traf er die Feststellung: „Mein Wesen ist nicht Folge meines Willens, sondern umgekehrt mein Wille Folge meines Wesens.“ Der Mensch sei also nicht, was er wolle, sondern er wolle, was er sei: Dem arbeitsamen Typ fällt es leicht, arbeiten zu wollen, das Genießenwollen hingegen fällt ihm schwer; beim Genießertyp ist es umgekehrt. Den Menschen ist dies zumeist nicht bewusst, deshalb verwechseln sie die Leichtigkeit, mit der sie das eine oder andere wollen können, mit Willensstärke – und unterdrücken damit anders Veranlagte, denen sie entsprechende Willensschwäche vorwerfen: Weil „der Mensch von dem Wesen hinter seinem Bewusstsein nichts weiß, als was eben mit dem Willen vor sein Bewusstsein tritt, so setzt er den Willen selbst vor sein Wesen, macht ihn zum Apriori desselben, sein individuelles Wesen andern zum Gesetz, sein Sein zum Sein-Sollen für sie. ‚Ich bin heilig, darum sollt ihr heilig sein‘“.

## Wirkung auf Zeitgenossen und Nachwelt

### Philosophie
Da Ludwig Feuerbach sich schon früh von der universitären Philosophie distanzierte, hat es nie eine „Feuerbach-Schule“ gegeben. Im 19. Jahrhundert orientierten sich allerdings Eduard Zeller und Kuno Fischer, obwohl Hegelianer bzw. Kantianer, an Feuerbachs Philosophiegeschichtsschreibung und entwickelten sie weiter; Zeller näherte sich auch in der Religionsphilosophie den Auffassungen Feuerbachs. Rudolf Haym begrüßte Feuerbachs kritische Leistung, schreckte jedoch vor den religionskritischen Konsequenzen zurück. Er widmete Feuerbach eine seiner ersten Schriften.

#### Karl Marx
Den bedeutendsten und direktesten Einfluss übte Feuerbach auf die Herausbildung der Marxschen Philosophie aus. Karl Marx übernahm von ihm nicht nur die Religionskritik (die er politisch radikalisierte), sondern auch und vor allem den anthropologischen Materialismus. Dieser war für ihn die theoretische Grundlage, hinter die nicht zurückgeschritten werden durfte. Explizit bezeugen dies die Ökonomisch-philosophischen Manuskripte aus dem Jahre 1844, wo es in der Vorrede heißt: „Von Feuerbach datiert erst die positive humanistische und naturalistische Kritik. Je geräuschloser, desto sicherer, tiefer, umfangsreicher und nachhaltiger ist die Wirkung der Feuerbachischen Schriften, die einzigen Schriften seit Hegels Phänomenologie und Logik, worin eine wirkliche theoretische Revolution enthalten ist“. Auf dem Boden dieser „theoretischen Revolution“, die die materielle Wirklichkeit als die primäre erklärt und damit die idealistische Philosophie „vom Kopf auf die Füße stellt“, steht auch noch Das Kapital: „Für Hegel ist der Denkprozess, den er sogar unter dem Namen Idee in ein selbständiges Subjekt verwandelt, der Demiurg des wirklichen, das nur seine äußere Erscheinung bildet. Bei mir ist umgekehrt das Ideelle nichts andres als das im Menschenkopf umgesetzte und übersetzte Materielle.“

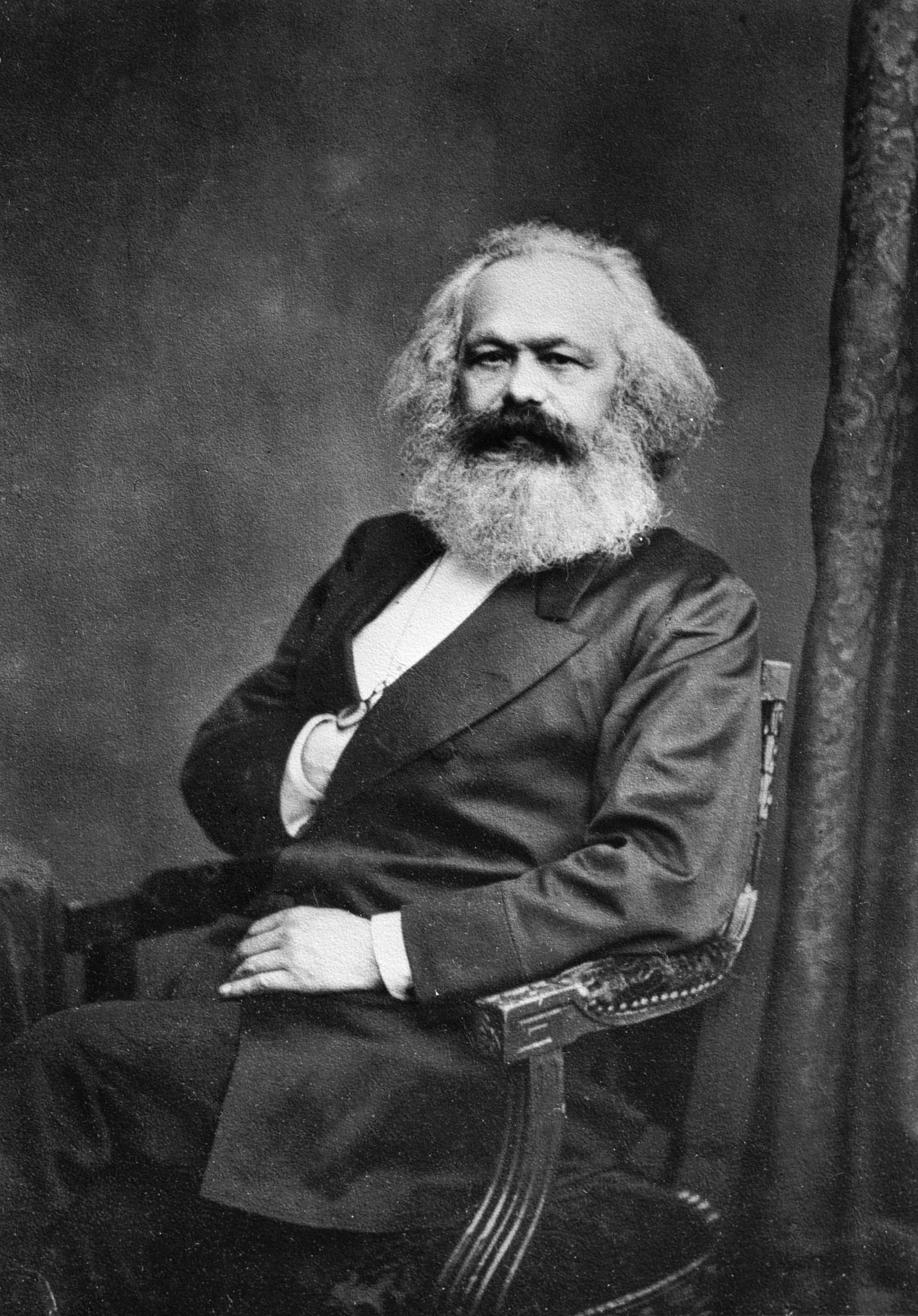
Karl Marx (1875)

Den grundlegenden Unterschied deutet Marx bereits 1843 in einem Brief an Arnold Ruge an, wo er über Feuerbachs Vorläufige Thesen zur Reformation der Philosophie schreibt: „Feuerbachs Aphorismen sind mir nur in dem Punkte nicht recht, dass er zu sehr auf die Natur und zu wenig auf die Politik hinweist. Das ist aber das einzige Bündnis, wodurch die jetzige Philosophie eine Wahrheit werden kann. Doch wird’s wohl gehen wie im sechzehnten Jahrhundert, wo den Naturenthusiasten eine andere Reihe von Staatsenthusiasten entsprach.“ Für Marx ist das „Bündnis mit der Politik“ entscheidend, denn für ihn geht es darum, „die Welt zu verändern“. Dieser Primat der Politik lässt ihn in kritischer Absetzung zu Feuerbach einen eigenen theoretischen Weg suchen, der sich in den Thesen über Feuerbach (1845) andeutet: „Der Hauptmangel alles bisherigen Materialismus (den Feuerbachschen mit eingerechnet) ist, dass der Gegenstand, die Wirklichkeit, Sinnlichkeit, nur unter der Form des Objekts oder der Anschauung gefasst wird; nicht aber als sinnlich menschliche Tätigkeit, Praxis; nicht subjektiv.“ Das „Wesen“ des Menschen interessiert nicht in seiner Naturgegebenheit, sondern als „Ensemble der menschlichen Verhältnisse“. Die praktische Konsequenz der Philosophie ist für Marx deshalb nicht wie für Feuerbach „Anthropologie“, sondern Kritik der Ökonomie und Umsturz der gesellschaftlichen Verhältnisse. Um die historischen Entwicklungsprozesse und die konkreten gesellschaftlichen Antagonismen zu beschreiben, greift er mit Bezug auf die Arbeit auf Konzepte Hegels wie die Entfremdung und die Dialektik zurück.
In der marxistischen Literatur herrschte bis vor wenigen Jahrzehnten die Tendenz vor, Feuerbachs Materialismus lediglich als fortgeschrittenste Stufe des vormarxschen Materialismus anzuerkennen. Entsprechend galt der marxsche Materialismus als theoretisch höher entwickelt, während man Feuerbach vorwarf, er habe Wesentliches „übersehen“ oder nicht zu leisten vermocht. Die verbreitete Aneignung der marxschen Perspektive verstellte den Blick für die Kernpunkte der Philosophie Feuerbachs, so dass von dieser oft nur Rudimente übrigblieben. Das im 20. Jahrhundert erworbene Wissen über die menschliche Psyche und die Humanbiologie einerseits, die vom „tätigen“ Menschen an der Natur angerichteten Schäden andererseits verschafften in letzter Zeit Feuerbachs eindringlichem Verweis auf „Natur“ und „Sinnlichkeit“ eine neue Legitimität. So steht Feuerbachs anthropologischer Materialismus heute wohl gleichberechtigt neben Marx’ historischem Materialismus.

#### Max Stirner
Stirners 1844 erschienenes Buch Der Einzige und sein Eigentum enthält geradezu programmatisch eine scharfe Kritik an Feuerbach. Seine Religionskritik sei immer noch „fromm“, es sei mit ihr nichts gewonnen, sie habe bloß „das Göttliche außer uns zur Abwechselung einmal in uns“ verlegt. Das „Jenseits außer Uns“ sei zwar beseitigt, dafür sei das „Jenseits in Uns“ ein neuer Himmel geworden. Feuerbach las Stirners Kritik kurz nach dem Erscheinen und äußerte sich privat begeistert: Es sei „ein höchst geistvolles und geniales Werk“ und der Autor „der genialste und freieste Schriftsteller, den ich kennengelernt“. Stirner gehe zwar fehl in der Annahme, der „Mensch sei uns [i.e. Ludwig und Friedrich Feuerbach] Ideal, ein Gedanke, ein Gott im alten Sinne, nur verlegt in den Menschen“, aber im Grunde sei das, was er wolle, „nichts andres […], als was wir wollen. Ich gebe ihm recht bis auf eines. Im Wesen trifft er mich nicht.“ In einer anonym veröffentlichten Replik führte er seine Abwehr von Stirners Kritik genauer aus. Stirners Duplik erschien umgehend und veranlasste wiederum Feuerbach, seine Replik für die ab 1846 erschienene Gesamtausgabe seiner Werke um mehrere Seiten zu erweitern. Damit war die Kontroverse beendet.

#### Richard Wagner

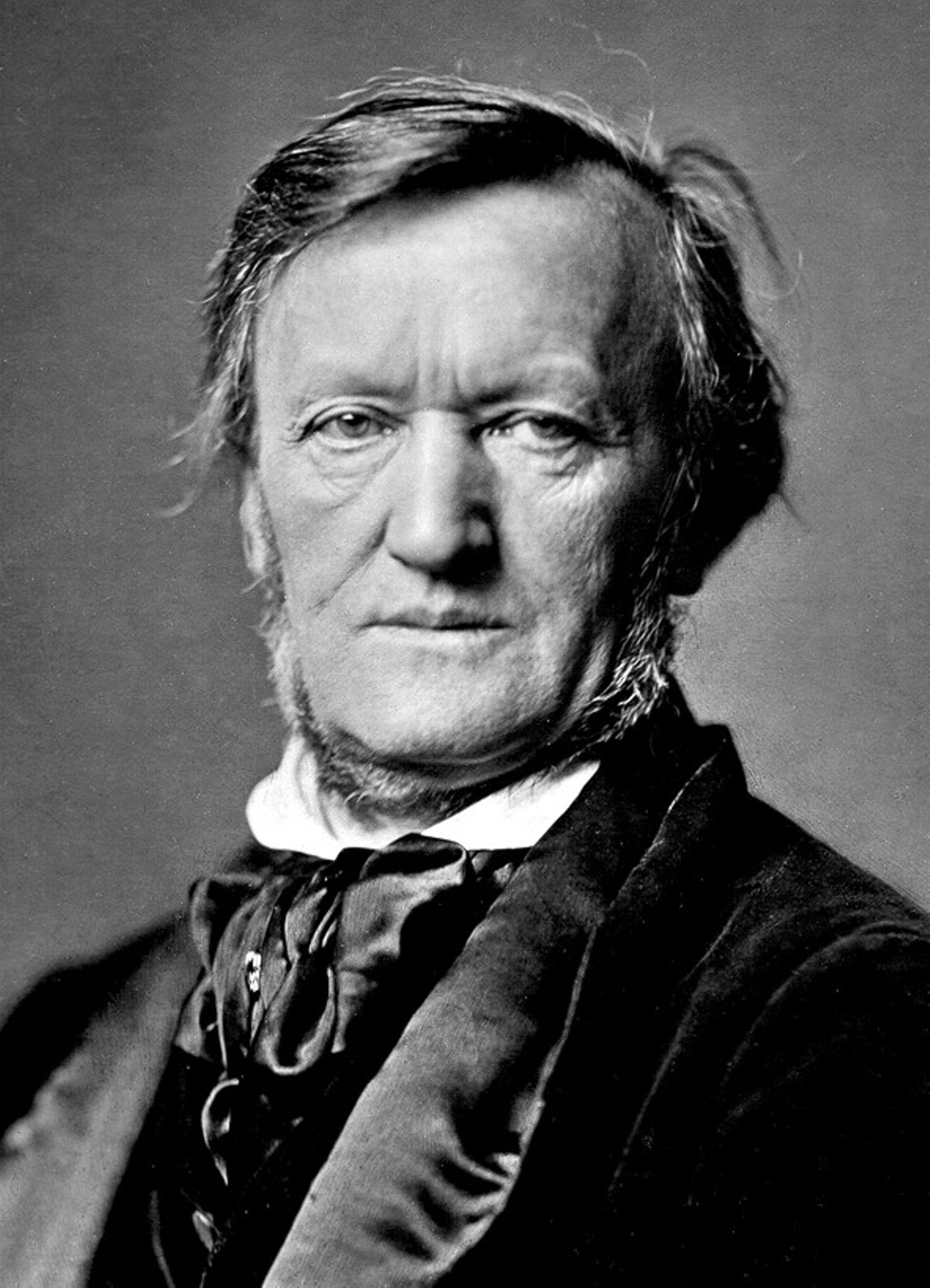
Richard Wagner (1871)

Wagner war etwa zehn Jahre lang ein glühender Feuerbach-Anhänger. Seine musiktheoretische Arbeit Das Kunstwerk der Zukunft (1850) war Feuerbach gewidmet und enthielt eine Widmung an ihn (in den späteren Auflagen war sie getilgt). Ende 1851 lud er Feuerbach brieflich ein, zusammen mit ihm und Georg Herwegh den Winter in der Schweiz zu verbringen. Doch Mitte der 1850er Jahre wandte sich Wagner Schopenhauer zu.

#### Gottfried Keller
Der Zürcher Dichter Gottfried Keller gehörte 1848/49 in Heidelberg zum Kreis um Feuerbach und löste sich unter seinem Einfluss vom Glauben an Gott und Unsterblichkeit, die er zuvor verteidigt hatte. In seinem autobiographischen Bildungsroman Der grüne Heinrich schilderte er die endgültige Hinwendung des Romanhelden zur Diesseitigkeit im Kapitel „Der gefrorne Christ“: „Jetzt griff ich zu den eben in der Verbreitung begriffenen Werken des lebenden Philosophen, der nur diese Fragen in seiner klassisch monotonen aber leidenschaftlichen Sprache, dem allgemeinen Verständnisse zugänglich, um und um wendete und gleich einem Zaubervogel, der in einsamem Busche sitzt, den Gott aus der Brust von Tausenden hinweg sang.“

#### Friedrich Nietzsche

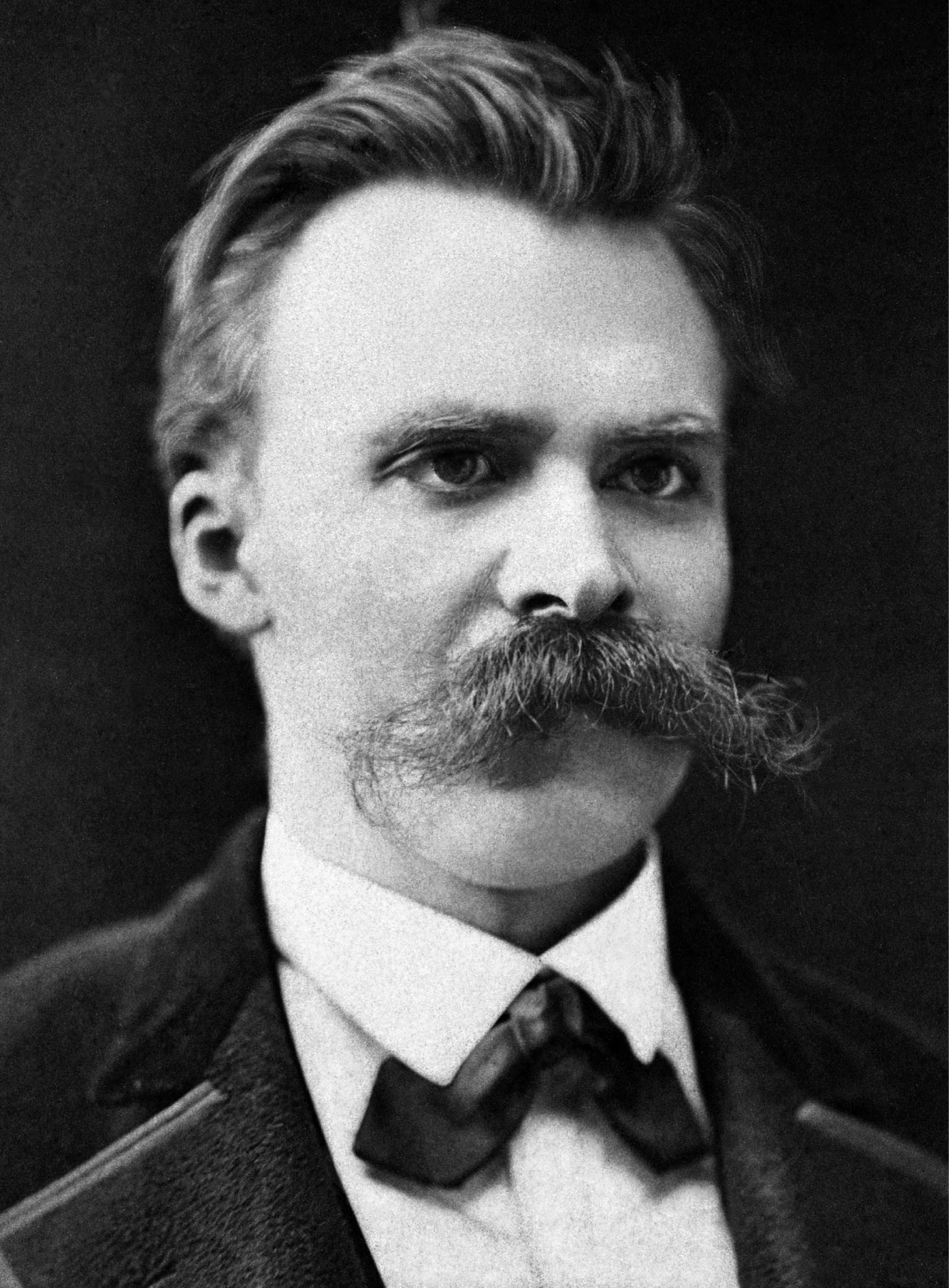
Friedrich Nietzsche (1875)

Nietzsche hatte sich in seiner Jugend die philosophische Bildung selbst angeeignet. Seine Lektüren waren entsprechend unsystematisch, aber Feuerbach zählte zu den gelesenen Autoren; die Gedanken über Tod und Unsterblichkeit und Das Wesen des Christentums standen sogar auf dem Wunschzettel zu seinem siebzehnten Geburtstag. Mehrfach wurde in der Sekundärliteratur auf Parallelen zwischen Jugendschriften Nietzsches und Feuerbachs Philosophie hingewiesen. In den veröffentlichten Werken kommt diese allerdings nicht vor. Der reifere Nietzsche notierte: „Fichte, Schelling, Hegel, Schleiermacher, Feuerbach, Strauß – alles Theologen.“ Und: „Fichte, Schelling, Hegel, Feuerbach, Strauß – das stinkt alles nach Theologen und Kirchenvätern.“

#### 20. Jahrhundert
Bis etwa Mitte des 20. Jahrhunderts haben sich nur wenige Denker mit Feuerbachs Philosophie auseinandergesetzt: Karl Barth, Martin Buber, Karl Löwith, Ernst Bloch. Im traditionell akademischen Philosophiebetrieb wird Feuerbach eher gemieden. Sein Denken sperrt sich gegen die Fachterminologie, seine Ablehnung von philosophischen Systemen und seine essayistische, zeitweise thesenartige Schreibweise erschweren die Einordnung in Kategorien und haben ihm den Vorwurf eingebracht, hinter einen erreichten Stand der Begrifflichkeit zurückzufallen. Seit den späten fünfziger Jahren des 20. Jahrhunderts findet Feuerbach jedoch in der Fachphilosophie, zum Teil auch in einer breiteren Öffentlichkeit, wieder mehr Aufmerksamkeit. 1987 wurde eine Internationale Gesellschaft der Feuerbach-Forscher gegründet, die seither eine Reihe von Kongressen abgehalten und die Tagungsbände veröffentlicht hat. Sein Einfluss auf den gegenwärtigen Diskurs um die Rehabilitierung einer an die Menschenwürde gekoppelten philosophischen Anthropologie wurde seitdem mehrfach zur Geltung gebracht, zuletzt von Ursula Reitemeyer-Witt in Band 8 der Internationalen Feuerbachforschung. Eine Arbeitsstelle Internationale Feuerbachforschung existiert an der Westfälischen Wilhelms-Universität Münster seit 2010 und wird von Reitemeyer geleitet.
Seit 1967 wurden Werke, Nachlass und Briefwechsel erstmals in philologisch verlässlicher Form neu herausgegeben. Werner Schuffenhauer, der Herausgeber dieser Werkausgabe, hat auch Feuerbachs Biographie von Grund auf neu recherchiert und vor allem den Briefwechsel um Hunderte von vordem unbekannten Dokumenten bereichert, wodurch sich das insbesondere in der ehemaligen DDR tradierte Feuerbach-Bild erheblich verändert hat. Dennoch ist bis heute die kritische Ausgabe nicht zum Abschluss gebracht worden. Es fehlen Vorlesungen aus der Erlanger Zeit sowie Teile des Nachlasses.

### Vormärz-Bewegung
Für die zu Beginn der vierziger Jahre schon breiten oppositionellen Kräfte des „Vormärz“ war Feuerbach so etwas wie die intellektuelle Leitfigur. Mit seinen aktuellen kritischen Beiträgen war Feuerbach, neben David Friedrich Strauss, Arnold Ruge und Bruno Bauer, schon früh zu einem der Exponenten der linkshegelianischen Bewegung geworden. Vor allem das Wesen des Christentums hatte dann eine Breitenwirkung, wie philosophische Bücher sie nur selten erreichen. Es wurde weniger von Bildungsbürgern und Fachphilosophen gelesen als vom „allgemeinen Publikum“. Zumindest in liberalen Intellektuellenkreisen ließ es die bisher fast unangefochtene Herrschaft der Hegel’schen Denkkategorien zusammenbrechen. Engels schrieb 1886 aus der Rückschau: „Man muss die befreiende Wirkung dieses Buchs selbst erlebt haben, um sich eine Vorstellung davon zu machen. Die Begeisterung war allgemein: Wir waren alle momentan Feuerbachianer.“

### Politik
Einer der Hauptpunkte der marxistischen Kritik betraf den „unpolitischen“ Charakter von Feuerbachs Philosophie. Die Ergebnisse der neueren Feuerbach-Forschung berechtigen eher zur gegenteiligen Feststellung: Schon in biographischer Hinsicht war, von Marx abgesehen, kein Philosoph des 19. Jahrhunderts so „politisch“ und „fortschrittlich“ gesinnt wie Feuerbach. Ihm fehlte sicherlich die Eignung zum politischen Aktivisten. Doch die auffällig vielen Freundschaften mit Radikaldemokraten der Paulskirchen-Zeit und mit sozialistischen „Agitatoren“ (u. a. mit Édouard Vaillant, der in der Pariser Kommune und später in der sozialistischen Bewegung Frankreichs eine bedeutende Rolle spielte), ebenso wie die Verehrung, die er in der deutschen Sozialdemokratie genoss – das alles zeigt, dass in Feuerbachs Philosophie ein erhebliches politisches Potential steckte. Marx konstatierte in einem Brief an Feuerbach: „Sie haben – ich weiß nicht, ob absichtlich – in diesen Schriften dem Sozialismus eine philosophische Grundlage gegeben, und die Kommunisten haben diese Arbeiten auch sogleich in dieser Weise verstanden.“ Feuerbach misstraute freilich einer unmittelbaren politischen „Umsetzung“ von philosophischen Theorien, er erblickte zumindest im französischen Sozialismus gefährliche Tendenzen zum Fanatismus und Despotismus.

### Naturwissenschaftlicher Materialismus
Einen indirekten, aber bedeutenden Einfluss hatte Feuerbachs Philosophie auf eine ganze Generation von Naturwissenschaftlern und Medizinern, die für die Erklärung des Naturgeschehens keine übernatürlichen Ursachen mehr gelten lassen wollten. Schon bevor Charles Darwin die Evolutionstheorie aufstellte, gingen sie von einer natürlichen Entstehung und rein physiologischen Regulierung des Lebens aus. Mit dreien ihrer bekanntesten Vertreter, Carl Vogt, Jakob Moleschott und Ludwig Büchner, war Feuerbach persönlich bekannt; Moleschott und Büchner beriefen sich im Materialismusstreit auch ausdrücklich auf ihn. Für die meisten dieser Wissenschaftler gilt, was Ernst Haeckel über Albrecht Rau sagte: sie standen „auf den Schultern von Ludwig Feuerbach“. Wegen ihres euphorischen und bisweilen naiven Reduktionismus werden sie bis heute als „Vulgärmaterialisten“ bezeichnet. Beim damaligen Stand der Bio- und Elementarwissenschaften hatte ihr Anspruch weitgehend den Charakter eines Postulats, das Festhalten daran leitete für die Naturforschung des 19. Jahrhunderts jedoch einen breiten und nachhaltigen Aufschwung ein. Diese indirekte Wirkung von Feuerbachs Philosophie ist bislang relativ wenig erforscht.

### Freireligiöse Bewegungen und Freidenker
Die freireligiösen und freidenkerischen Bewegungen, die in den 1840er Jahren entstanden waren und im letzten Drittel des 19. Jahrhunderts eine breite Resonanz fanden, beriefen sich ganz unmittelbar auf Feuerbach. Carl Scholl, ein wichtiger Vertreter der Freireligiösen, war mit Feuerbach eng befreundet. Er gehörte auch, zusammen mit Ludwig Büchner, zu den Gründern des ersten deutschen Freidenkerbunds.

### Humanwissenschaften
Feuerbach zählt sicherlich auch zu den Wegbereitern der modernen Humanwissenschaften. Im Falle der Freud'schen Psychoanalyse ist sein Beitrag unleugbar. Max Scheler bezeichnete ihn als einen der „großen Triebpsychologen“, und Simon Rawidowicz meinte in Bezug auf Freuds Schrift Die Zukunft einer Illusion: „Hätte Freud hier seine Vorgänger aufgezählt, so hätte Feuerbach in vorderster Reihe stehen müssen“. Auch Max Webers grundlegender Begriff der „Deutung“ erinnert an das Verfahren von Feuerbachs Religionskritik. Feuerbachs Beitrag zum Entstehen dieser Wissenschaften ist sicherlich nur mittelbar, doch alle heutigen Humanwissenschaften sind ja durchaus in Feuerbachs Sinne „anthropologisch“, sprich materialistisch. Feuerbach hat damit – neben anderen – den Weg freigemacht für eine Erklärung menschlicher Realitäten, die von realen, „objektiven“ Befunden ausgeht und konsensfähige Theoriemodelle entwickelt anstatt, wie es vor ihm der Fall war, mit spekulativen Gedankengebäuden zu operieren.
Insgesamt hat Feuerbach, zu seiner Zeit gegen heftigste Widerstände, Positionen formuliert und verfochten, die bis in die Gegenwart zunehmend an Geltung gewonnen haben. „Feuerbachs Versinnlichung und Verendlichung von Hegels philosophischer Theologie ist schlechthin zum Standpunkt der Zeit geworden, auf dem wir nun alle – bewusst oder unwissend – stehen.“ (Karl Löwith).

## Ehrungen

### Gedenktafel und Denkmal in Nürnberg

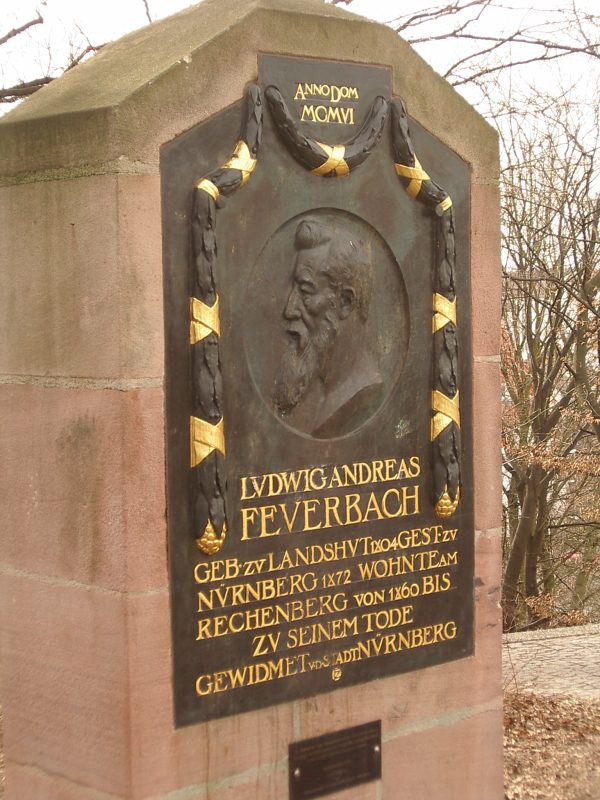
Gedenktafel von 1904 auf dem Rechenberg in Nürnberg nach der Wiederaufstellung

Zum 100. Geburtstag Feuerbachs 1904 wurde am ehemaligen Wohnhaus auf dem Rechenberg in Nürnberg eine Bronzetafel des Kunstbildhauers Fritz Zadow angebracht; das Haus wurde jedoch 1916 abgerissen (Die Tafel wurde am 11. April 1999 auf einer Steinstele auf dem Rechenberg unweit des Feuerbach-Kenotaphs aufgestellt).
Im Jahre 1904 gelang es jedoch noch nicht, für Feuerbach ein Denkmal zu errichten. 25 Jahre später forderten der freisinnige (liberale) Oberbürgermeister Dr. Hermann Luppe (DDP) und viele Persönlichkeiten aus Kultur, Wirtschaft und Politik ein Denkmal für Feuerbach und sammelten für dessen Errichtung. Unterstützung fand es unter anderem bei Monisten (Deutschen Monistenbund) und beim Nürnberger Bund für Geistesfreiheit, wogegen es heftigen Protest konservativer und rechtsgerichteter Kräfte, der Nationalsozialisten und vor allem der Kirchen gab. Dennoch konnte gegen diesen Widerstand 1930 ein Denkmal aus privaten Mitteln erstellt und feierlich enthüllt werden. Von der Stadt Nürnberg wurde es in Eigentum und Obhut übernommen. Aber bereits drei Jahre später wurde es nach der Machtergreifung von den Nationalsozialisten unter dem Beifall der NS-Organisationen und der Großkirchen am 1. Juli 1933 zerstört. Zur Beseitigung des Denkmals wurde das Geld der Ludwig-Feuerbach-Stiftung missbraucht, die Inschriften wurden entfernt und der große Steinblock vergraben. Am 12. Juli 1933 erklärte der nach der Verhaftung und Absetzung Luppes in das Amt des Oberbürgermeisters gelangte Willy Liebel unter anderem:
„Auf der einen Seite trägt das Denkmal die Inschrift Der Mensch schuf Gott nach seinem Bilde. Wir sind der Auffassung: Gott schuf den Menschen nach seinem Bilde.“

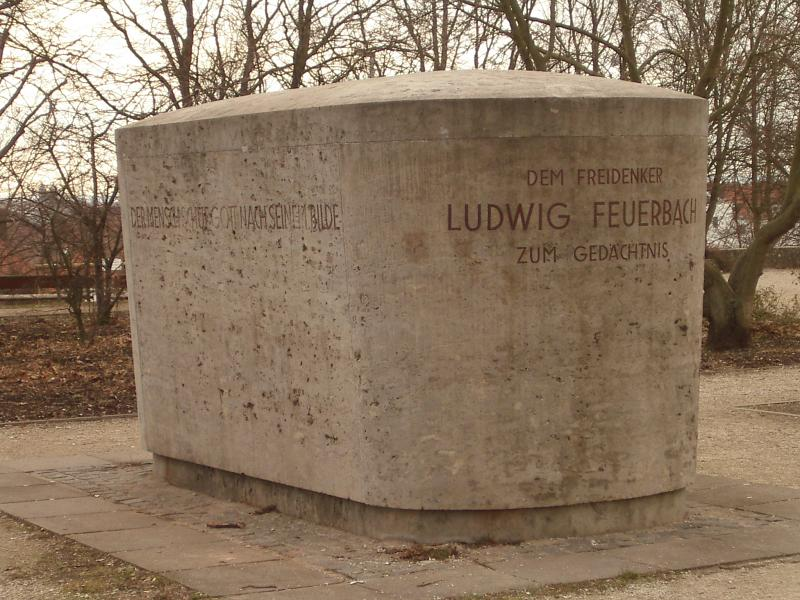
Kenotaph in Nürnberg auf dem Rechenberg, Februar 2004

Unter Bombenschutt wurde nach dem Krieg der Steinblock wiedergefunden. 1955 beschloss der Stadtrat mit den Stimmen der SPD gegen die Stimmen der CSU, aber auch der FDP, sowie gegen heftigen Widerstand der Kirchen das Denkmal an seinem alten Platz auf dem Rechenberg und mit gleicher Beschriftung wieder zu errichten.
Das Denkmal enthält die Widmung: Dem Freidenker Ludwig Feuerbach zum Gedächtnis 1804–1872. Auf den Längsseiten sind zwei Zitate Feuerbachs angebracht: „Der Mensch schuf Gott nach seinem Bilde“ und „Tue das Gute um des Menschen Willen“.
Die Wiedererrichtung löste auch in der Bevölkerung Nürnbergs eine heftige Kontroverse aus. Gegner versuchten, mit einer, letztlich erfolglosen, Verfassungsbeschwerde das Denkmal wieder zu beseitigen. Wegen Übergriffen musste das Denkmal zeitweise unter Polizeischutz gestellt werden. Es wurde immer wieder von christlich-fundamentalistisch oder rechtsextrem motivierten Tätern beschmiert.

### Straßen in Nürnberg
In Nürnbergs Stadtteilen Rennweg und Schoppershof liegt die 1875 benannte Ludwig-Feuerbach-Straße. Ebenfalls in Schoppershof liegt der 2004 benannte Philosophenweg. Nahe dem Ausgangspunkt dieses Fußwegs stand das letzte Wohnhaus Ludwig Feuerbachs.

### Gedenkstein in Erlangen

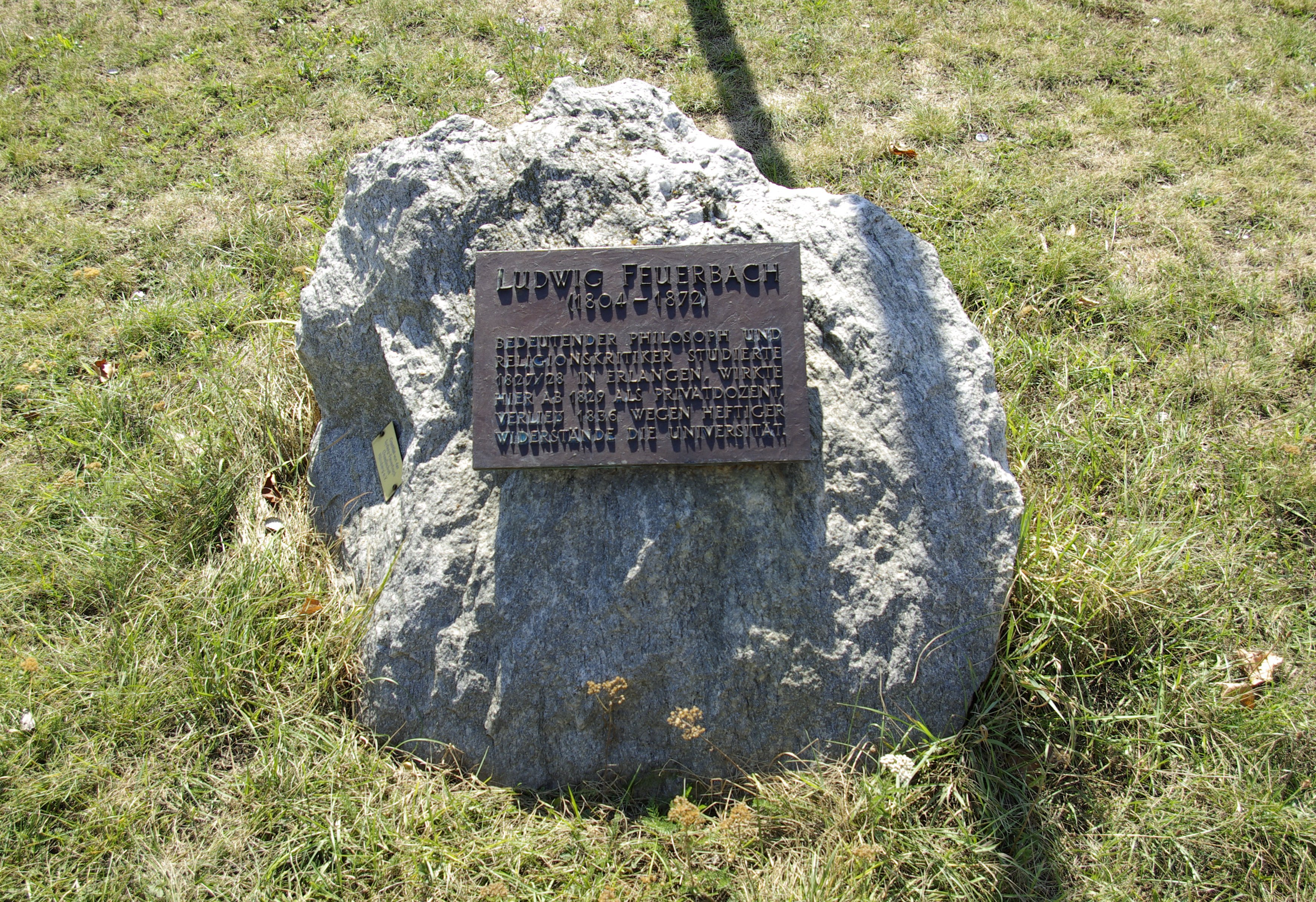
Ludwig-Feuerbach-Gedenkstein in Erlangen. Die Inschrift auf der darauf angebrachten Bronzetafel lautet: „LUDWIG FEUERBACH (1804–1872) BEDEUTENDER PHILOSOPH UND RELIGIONSKRITIKER STUDIERTE 1827/28 IN ERLANGEN, WIRKTE HIER AB 1829 ALS PRIVATDOZENT, VERLIEß 1836 WEGEN HEFTIGER WIDERSTÄNDE DIE UNIVERSITÄT.“

Am 6. Februar 2001 benannte die Stadt Erlangen einen vorher namenlosen Platz in Ludwig-Feuerbach-Platz. Am 13. September 2002, dem 130. Todestag Feuerbachs, wurde dort ein von der Ludwig-Feuerbach-Gesellschaft Nürnberg gestifteter Gedenkstein eingeweiht.

### Ludwig-Feuerbach-Preis
Der Augsburger Bund für Geistesfreiheit vergibt Feuerbach zu Ehren seit 2001 den Ludwig-Feuerbach-Preis.

## Veröffentlichungen
Kritisch revidierte Ausgaben
- Ludwig Feuerbach: Gesammelte Werke. Hrsg. von Werner Schuffenhauer, Akademie Verlag, Berlin, 1967 ff. Die Ausgabe soll insgesamt 22 Bände umfassen: 1–12 die zu Lebzeiten Feuerbachs erschienenen Schriften, 13–16 den Nachlass, 17–21 den Briefwechsel, 22 das Register sowie Nachträge, Corrigenda etc. – Diese Ausgabe bietet Feuerbachs Schriften erstmals auf der Grundlage der Handschriften bzw. Erstdrucke, unter Vermerk aller späteren Abweichungen und Zusätze. Der mit umfangreichem Anmerkungsapparat versehene Briefwechsel ist gegenüber den bisherigen Ausgaben um ein Mehrfaches erweitert, zahlreiche Schriften aus dem Nachlass erscheinen erstmals im Druck.
- Walter Jaeschke, Werner Schuffenhauer (Hrsg.): Ludwig Feuerbach, Entwürfe zu einer Neuen Philosophie. Felix Meiner Verlag, Hamburg 1996, ISBN 3-7873-1077-0; enthält neben einer Einleitung und ausführlichen Kommentaren der Herausgeber: Vorläufige Thesen zur Reformation der Philosophie, Grundsätze der Philosophie der Zukunft, (vgl. Ges. Werke, Akademie-Verlag Band 9) sowie Übergang von der Theologie zur Philosophie, Grundsätze der Philosophie. Notwendigkeit einer Veränderung.
- Ludwig Feuerbach: Vorlesungen über Logik und Metaphysik (Erlangen 1830/1831). Bearb. von Carlo Ascheri und Erich Thies. Darmstadt, Wissenschaftliche Buchgesellschaft 1976, ISBN 3-534-06673-1. – Mit umfangreicher Einführung von Erich Thies.
- Ludwig Feuerbach: Vorlesungen über die Geschichte der neueren Philosophie von G. Bruno bis G. W. F. Hegel (Erlangen 1835/1836). Bearb. von Carlo Ascheri und Erich Thies. Darmstadt, Wissenschaftliche Buchgesellschaft 1974, ISBN 3-534-06674-X. – Mit umfangreicher Einführung von Erich Thies.
- Ludwig Feuerbach: Zur Moralphilosophie (1868). Vorausedition. Kritisch revidiert von Werner Schuffenhauer, in: Solidarität oder Egoismus. Studien zu einer Ethik bei und nach Ludwig Feuerbach. Hrsg. von H.-J. Braun. Berlin, Akademie Verlag 1994, ISBN 3-05-002535-2.

Ältere Werkausgaben, nur die Letztversionen berücksichtigend
- Ludwig Feuerbach: Sämtliche Werke in 10 Bänden, Otto Wigand, Leipzig 1846–66. Für diese erste Gesamtausgabe überarbeitete Feuerbach die meisten seiner Werke. Vor allem die früheren Schriften erfuhren viele, oft umfangreiche Zusätze, aber auch merkliche Modifikationen im Sinne seiner späteren Einstellung. – In Bibliotheken selten.
- Ludwig Feuerbach: Sämmtliche Werke. Hrsg. von Wilhelm Bolin und F. Jodl. 10 Bände. Fromann, Stuttgart 1903–1911. Reprint: Stuttgart-Bad Cannstatt, Frommann-Holzboog 1959–64, um 3 Zusatzbände erweitert, hrsg. von Hans-Martin Sass (Jugendschriften und Briefe, in Band 12 auch die Biographie von Wilhelm Bolin). – Beruht auf den von Feuerbach mehr oder minder stark bearbeiteten Zweit- oder Drittversionen seiner Werke. Für die Befassung mit den früheren Schriften nur beschränkt tauglich.
- Feuerbach im Kontext. Werke und Briefwechsel auf CD-ROM, Karsten Worm InfoSoftWare, 1. Aufl. Berlin 2004, Release 2005, ISBN 3-932094-43-3. – Bietet die gesamte Bolin-Jodlsche Ausgabe einschließlich der 3 Zusatzbände digital, mit Suchfunktion.
- Ludwig Feuerbach: Werke in sechs Bänden. hrsg. v. Erich Thies, Suhrkamp, Frankfurt 1975/76.
- Ludwig Feuerbach: Kleine Schriften. mit einem Nachwort von Karl Löwith, Suhrkamp Verlag 1966.
- Ludwig Feuerbach, in: Philosophie von Platon bis Nietzsche. Ausgewählt und eingeleitet von Frank-Peter Hansen. Digitale Bibliothek Band 2, Directmedia, Berlin 1998. – Enthält Das Wesen des Christentums, Vorläufige Thesen zur Reform der Philosophie, Grundsätze der Philosophie der Zukunft und Über das „Wesen des Christentums“ in Beziehung auf den „Einzigen und sein Eigentum“ – Dieselben Schriften und außerdem die Geschichte der neuern Philosophie von Bacon von Verulam bis Benedikt Spinoza sind auch im Internet frei zugänglich unter http://www.zeno.org/Philosophie/M/Feuerbach,+Ludwig.
- Sämtliche Werke Feuerbachs bei Google Bücher (Ausgabe Jodl/Bolin, bearb, Sass; teilw. Originalauflagen)

Einzelne Schriften (Auswahl)
- [anonym] Gedanken über Tod und Unsterblichkeit aus den Papieren eines Denkers: nebst einem Anhang theologisch-satyrischer Xenien, Nürnberg 1830.
- Abälard und Heloise, Ansbach 1834.
- Geschichte der neueren Philosophie, Ansbach 1833–1837, 2 Bde.
- Kritiken auf dem Gebiet der Philosophie, Ansbach 1835.
- Pierre Bayle nach seinen für die Geschichte der Philosophie und der Menschheit interessantesten Momenten, Ansbach 1838.
- Über Philosophie und Christentum, Ansbach 1839.
- Das Wesen des Christentums, Leipzig 1841. (Digitalisat und Volltext im Deutschen Textarchiv) – Reclam-Ausgabe: Stuttgart 2005, ISBN 3-15-004571-1.
- Über das »Wesen des Christentums« in Beziehung auf den »Einzigen und sein Eigentum«. (Online: Version 1845 + Änd. 1846)
- Grundsätze der Philosophie der Zukunft. Zürich/Winterthur 1843. – Kritische Ausgabe, Frankfurt am Main 1983, (3. Aufl.), ISBN 978-3-465-01610-6.
- Das Wesen des Glaubens im Sinne Luthers. Leipzig 1844.
- Das Wesen der Religion. Leipzig 1849 Digitalisat
- Vorlesungen über das Wesen der Religion. Leipzig 1851. Nebst Zusätzen und Anmerkungen neu hrsg. von Wilhelm Bolin: Stuttgart 1908 (= Ludwig Feuerbachs Sämmtliche Werke. Band 8).
- Theogonie, nach den Quellen des klassischen hebräischen und christlichen Altertums. Leipzig 1857.
- (als Hrsg.): Anselm Ritter von Feuerbach's weiland königl. bayer'schen wirkl. Staatsraths und Appellationsgerichts-Präsidenten Biographischer Nachlass. 2. Auflage. Band 1. J. J. Weber, Leipzig 1853 (eingeschränkte Vorschau in der Google-Buchsuche [abgerufen am 9. März 2022]).
- (als Hrsg.): Anselm Ritter von Feuerbach's weiland königl. bayer'schen wirkl. Staatsraths und Appellationsgerichts-Präsidenten Biographischer Nachlass. 2. Auflage. Band 2. J. J. Weber, Leipzig 1853 (eingeschränkte Vorschau in der Google-Buchsuche [abgerufen am 9. März 2022]).